# Екзопланета

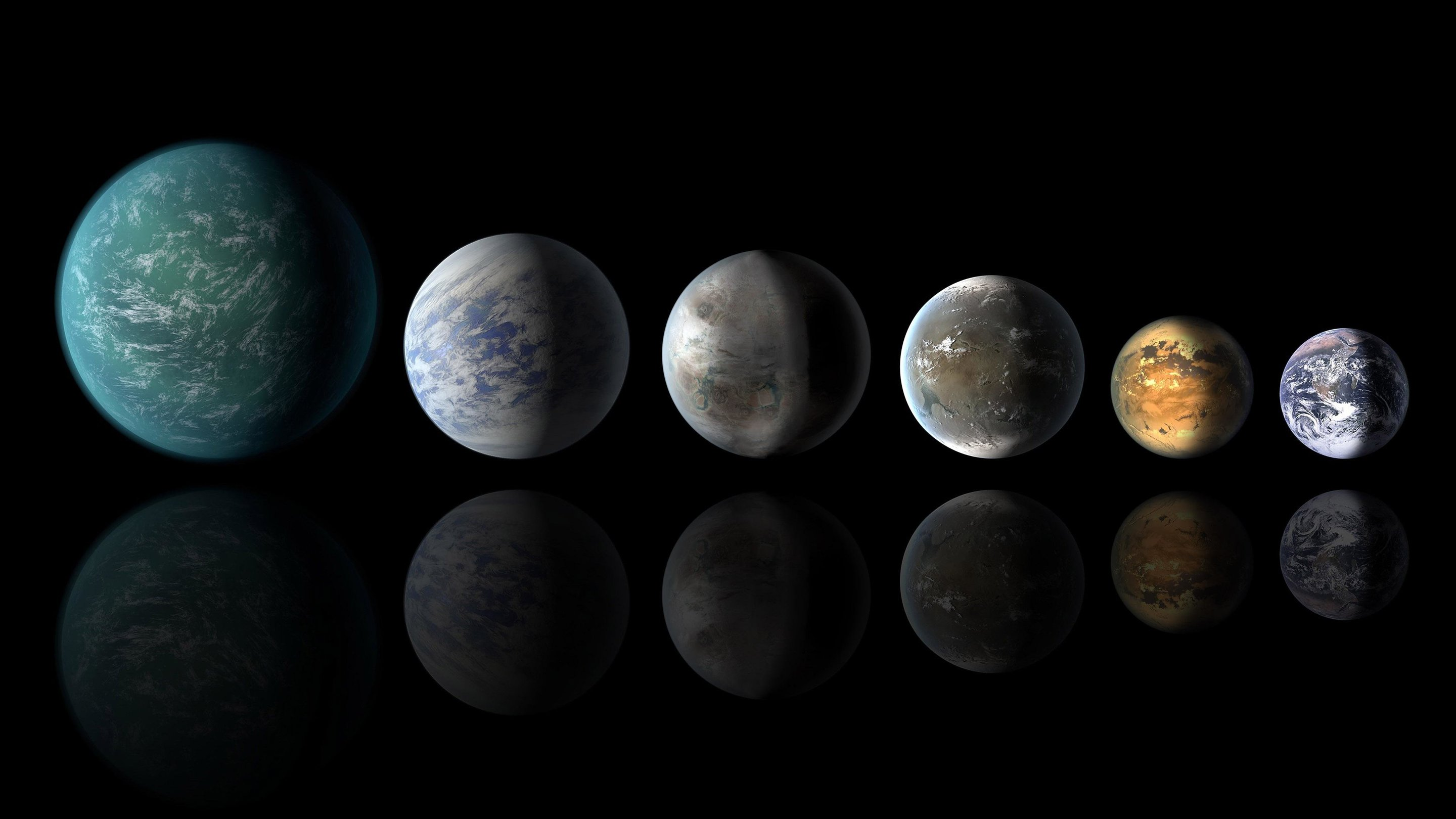
Порівняння Землі та екзопланет, що можуть мати океани

Екзоплане́та (дав.-гр. εξω, exo — поза, ззовні) або позасо́нцева плане́та — це будь-яка планета за межами Сонячної системи. Протягом багатьох століть ідея існування екзопланет залишалася лише науковою гіпотезою. Хоча більшість астрономів вважали їх реальними, їхня кількість та подібність до планет Сонячної системи залишалися поза межами досліджень і фігурували переважно у творах наукової фантастики. Лише на початку 1990-х років зроблені перші підтверджені відкриття. Перше підтверджене виявлення екзопланети було 1992 року навколо пульсара, а перше виявлення навколо зорі головної послідовності було 1995 року.

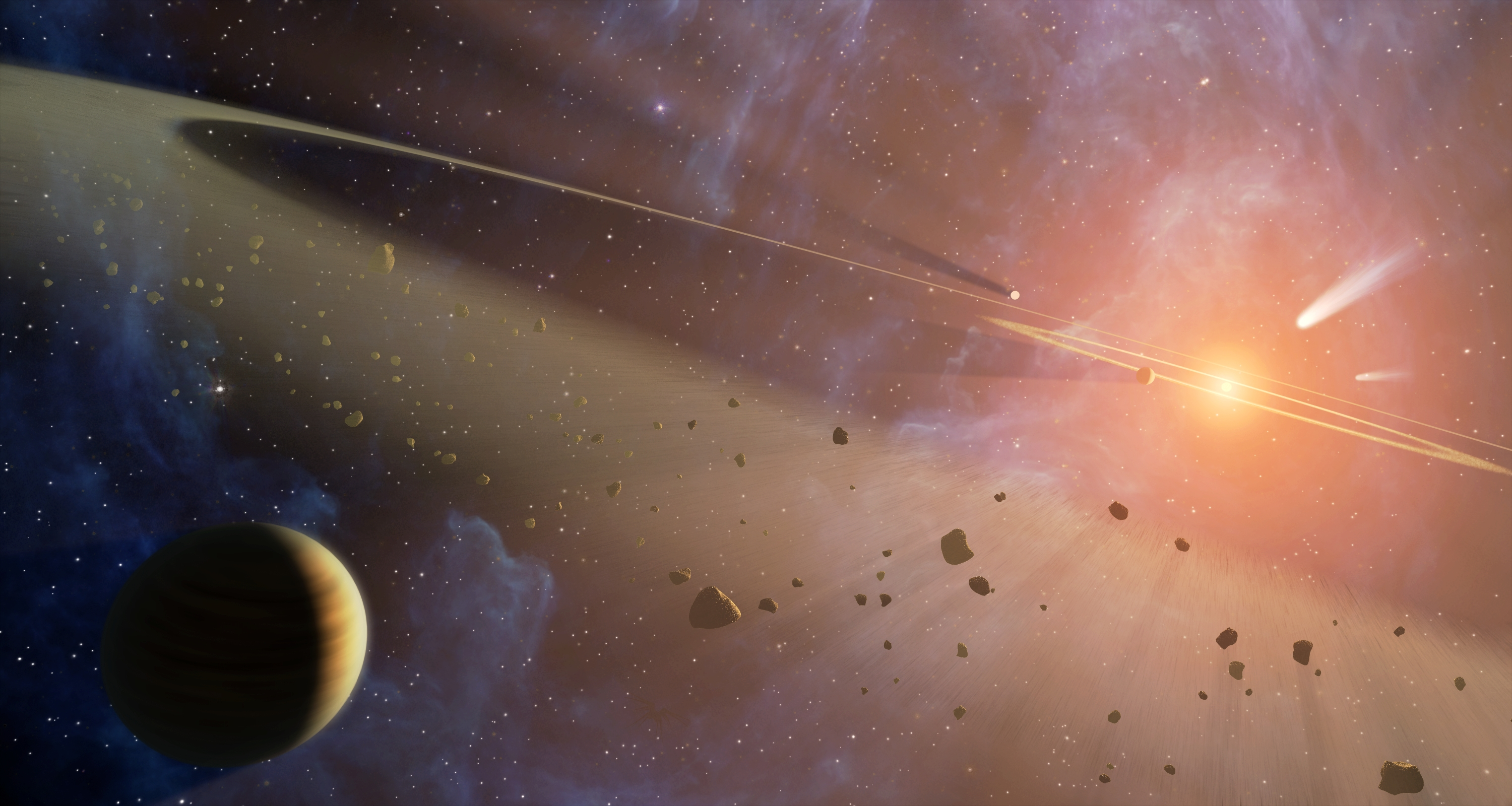
Авторське уявлення планетної системи ε Ерідана: осяяні своєю зорею планети, відокремлені поясом астероїдів

Загальна кількість екзопланет у нашій галактиці може сягати сотень мільярдів (якщо не рахувати «планети-сироти», яких у Чумацькому Шляху імовірно існує до трильйона), з них від 5 до 20 мільярдів, ймовірно, «землеподібні». Також за поточним оцінюванням 22 % сонцеподібних зір мають схожі на Землю планети у придатних для життя зонах.
Існує багато методів виявлення екзопланет; до найрозповсюдженіших відносять метод прямих спостережень, астрометричний метод, транзитний метод, гравітаційне лінзування, метод Доплера. Станом на 2025 рік для вивчення екзопланет запущені такі космічні апарати, як «Кеплер», TESS, «Джеймс Вебб». Також дослідженням екзопланет займаються безліч наземних телескопів.
Екзопланети широко висвітлені у культурі, зокрема в літературі, кіно, мистецтві та навіть музичних творах. У науковій фантастиці екзопланети стають місцем призначення міжзоряних подорожей із дивовижними умовами та життям. Крім того, екзопланети є джерелом натхнення для художників, які створюють дивовижні візуалізації інших світів.

## Визначення

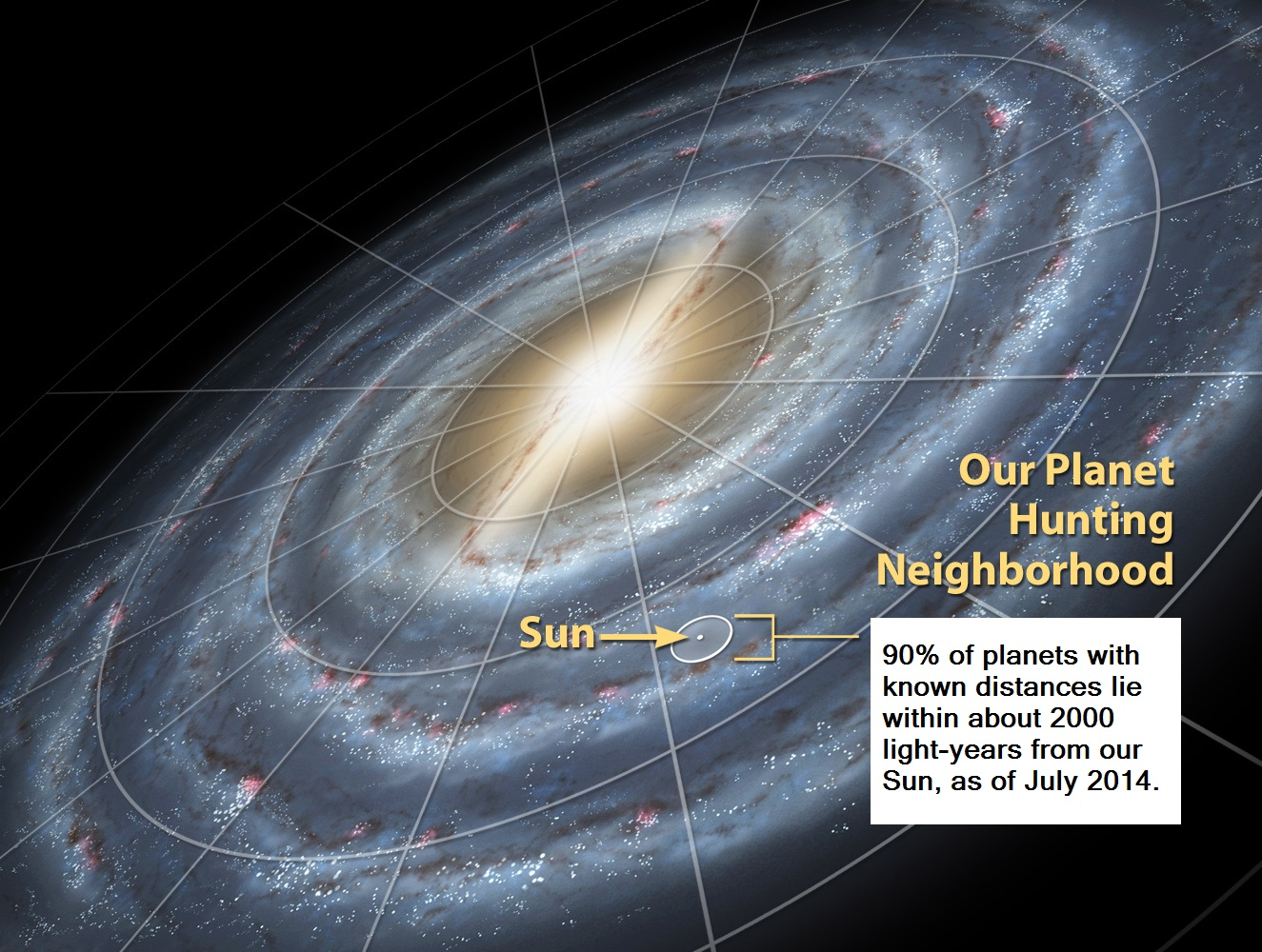
Більшість позасонячних планет виявлено в радіусі 300 світлових років від Сонячної системи.

Офіційне визначення «планети», запропоноване Міжнародним астрономічним союзом (МАС), поширюється тільки на Сонячну систему і, таким чином, не застосовується до екзопланет. Наприклад, незліченні планети-сироти, що вільно мандрують космосом, суперечать узвичаєному погляду на планету, як на тіло з орбітою навколо зорі. Деякі з них багаторазово перевищують масу Юпітера (MJ = 1,8986•1027 кг, надалі позначається як MJ), інші за масою тотожні Землі, навіть (теоретично) можуть мати океани зігрітої власними надрами води.
Рекомендація Робочої групи МАС з екзопланет зазначає:
|  | Сучасне робоче визначення екзопланети виглядає наступним чином: - Об'єкти, маса яких недостатня для термоядерного синтезу дейтерію (розраховується як 13MJ для об'єктів сонячної металічності), що обертаються навколо зір або зоряних залишків, називаються «планетами» (незалежно від того, як вони утворилися). Мінімальна маса / об'єм, потрібний для надання статусу позасонцевої планети, аналогічний тому, за яким визначають планети Сонцевої системи. - Міжзоряні об'єкти, маса яких вища від мінімально необхідної задля початку термоядерного синтезу дейтерію — «коричневі карлики», - Об'єкти, що перебувають у «вільному плаванні» в молодих зоряних кластерах із масами нижчими від необхідної задля термоядерної реакції за участю дейтерію — не «планети», а «субкоричневі карлики» (чи будь-яка інша назва, яка підходить найбільше). |

### Альтернативне визначення

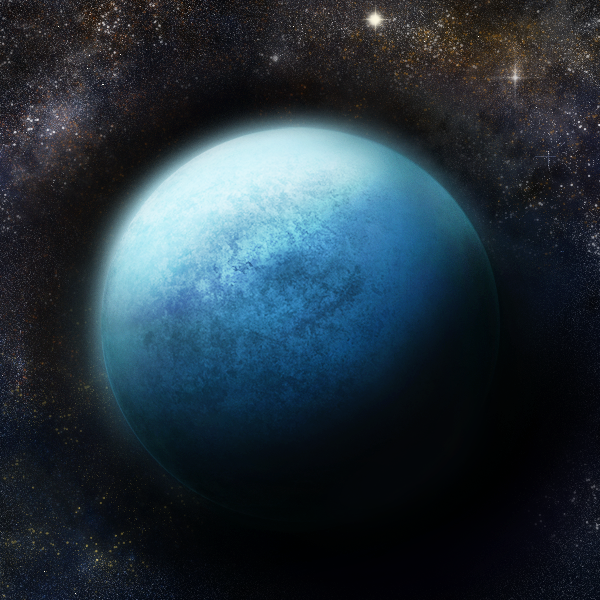
Мистецьке бачення відкритої 5 жовтня 2005 року HD 189733 b

З визначенням робочої групи МАС у науковому світі погодилися не всі. Зокрема, висловлено альтернативну пропозицію: відрізняти екзопланети від коричневих карликів на основі їхнього формування. Поширена думка, що планети-гіганти утворюються шляхом акреції, і що цей процес може іноді призводити до народження планет із масою, вищою за поріг горіння дейтерію (масивні екзопланети подібного роду, можливо, уже спостерігаються). Водночас коричневі карлики формуються подібно до зір: через гравітаційний колапс газопилової хмари, внаслідок якого можуть з'являтись об'єкти з масою, меншою за 13MJ (подеколи вона не перевищує 1MJ). Тіла в цьому діапазоні мас, що обертаються навколо своїх зір, мають орбіти радіусом у сотні або й тисячі астрономічних одиниць і близьку до зір природу, є радше коричневими карликами; їхня атмосфера за своїм складом набагато ближча до їхньої зорі, ніж атмосфера акреційно утворених планет із вищим вмістом важких елементів. Більшість безпосередніх зображень екзопланет (як, наприклад, отримане у квітні 2014 року) представляють масивні тіла з широкою орбітою, які, ймовірно, є останньою «маломасивною» стадією формування коричневого карлика.
Прив'язка до 13MJ не має точного фізичного сенсу: злиття ядер дейтерію може відбуватися в деяких об'єктах із масою, нижчою за вказаний рівень, оскільки інтенсивність цього процесу до певної міри залежить від хімічного складу. Жан Шнайдер (фр. Jean Schneider), засновник Енциклопедії позасонячних планет, вносить до свого каталогу об'єкти до 25MJ, заявляючи: «Той факт, що немає жодної особливості в позначці 13 MJ в спостережуваному спектрі мас підштовхує до відкидання цієї масової межі». На думку паризького астронома, той факт, що небесних тіл із масою 25MJ в космосі виявлено найменше, є ґрунтовною вказівкою саме на цей «вододіл» субкоричневих карликів та екзопланет. The Exoplanet Data Explorer залучає до свого переліку екзопланет об'єкти до 24 MJ з поясненням: «Уведений робочою групою МАС бар'єр у 13MJ фізично невмотивований для планет із кам'янистими ядрами, і важко унаочнюваний через розходження й неоднозначність». В Екзопланетний архів NASA заносяться відомості про об'єкти з масою (або мінімальної маси) до 30MJ включно. Поза тим, опріч синтезу дейтерію, процесу формування та розташування, є інший критерій для розмежування планет і коричневих карликів: здатність ядра небесного тіла стримувати гравітаційний тиск за допомогою тиску вироджених електронів замість теплового тиску з лінією поділу на позначці близько  2-5 MJ.

## Історія відкриття

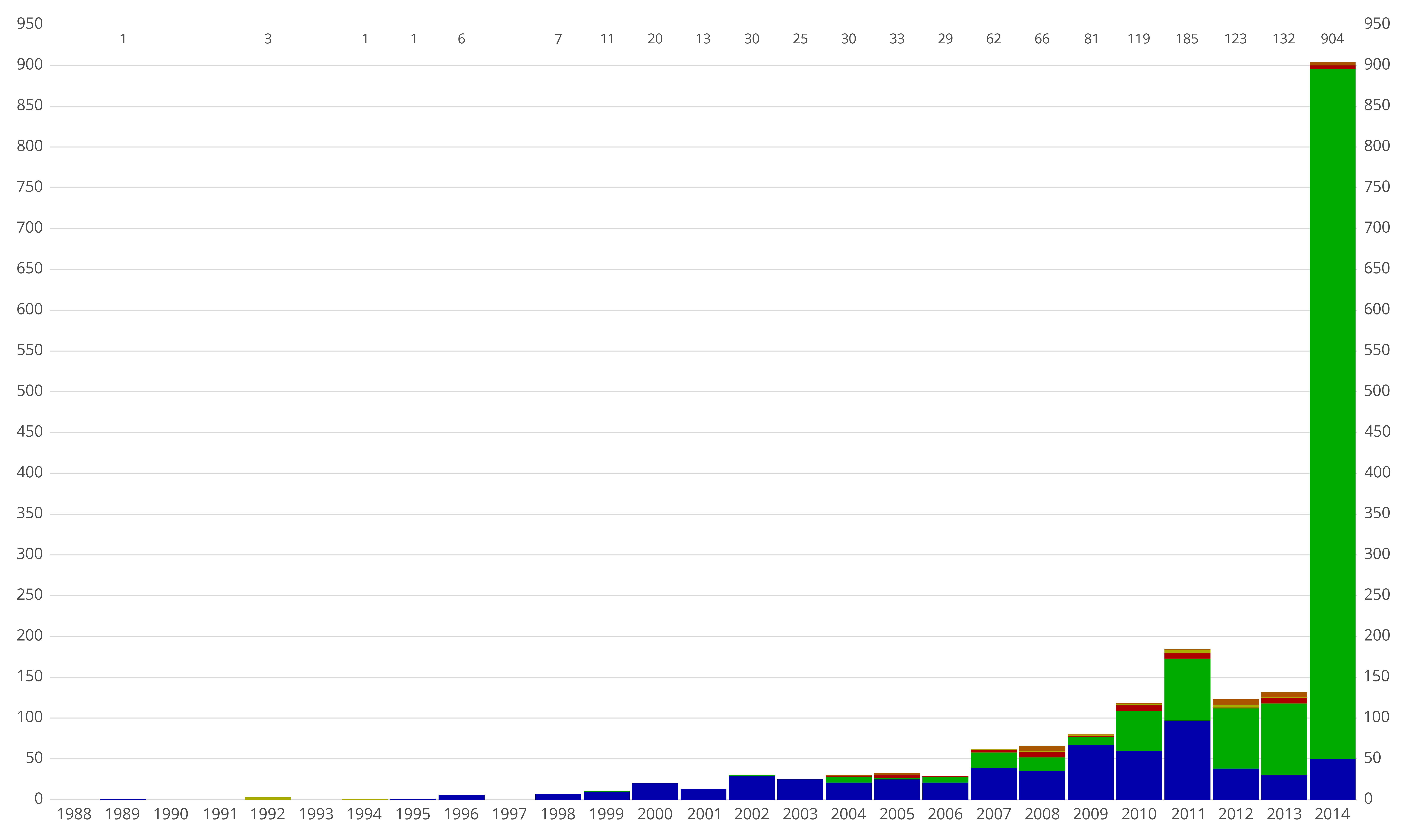
Графік відкриття екзопланет станом на 23 вересня 2014 року. Кольорами позначено метод відкриття:
Радіоспостереження пульсарів
Метод радіальних швидкостей
Транзитний метод
Метод синхронізації
Візуальне спостереження
Гравітаційне лінзування
Астрометричний метод

### Ранні міркування
В ученні Анаксімандра з Мілета, еллінського мислителя VI століття до н. е. міститься певний здогад про можливість виокремлення з «апейрону» понад одного світу. Згодом на основі цього припущення створювали ідеї багато інших мислителів протягом історії, включаючи давньогрецького філософа Епікура, який припускав існування нескінченної кількості світів, деякі з яких схожі на наш. Також давньогрецький філософ Левкіпп у своїх уявленнях створення Всесвіту зазначав існування великої кількості світів, які взаємодіють один з одним:
|                                                      | Світи виникають таким чином: багато тіл усіх видів і форм нескінченно рухаються в просторі, зближаючись одне з одним та беручи участь в окремому вирі, в якому вони зіштовхуються й розходяться, розділяючись, повторюючи увесь шлях знову... |
| — Левкіпп (~480-420 до н.е.), Praeparatio evangelica | |

Хоча більшість видатних дослідників античності намагалися зрозуміти формування планет у межах нашої власної зоряної системи, гадаючи, що вона єдина й унікальна у Всесвіті, серед них були й ті, хто розглядав можливість існування нескінченного числа неповторних світів. Демокріт, розбиваючи буття на неподільні частинки, гадав, що їхній вічний біг у природі зумовлює перетворення цілих світів на інші, ба більше — вірив в існування атомів завбільшки із цілий світ:
|                                 | Світи нескінченні за числом і відрізняються один від одного за розміром. У деяких з них немає ні Сонця, ні Місяця, в інших — Сонце і Місяць більші, ніж у нас, по-третє — їх не по одному, а кілька. Відстані між світами не однакові; окрім того, в одному місці світів більше, в другому — менше. Одні світи збільшуються, другі сягнули повного розквіту, треті вже зменшуються. В одному місці світи виникають, у другому — зникають. Знищуються ж вони, зіштовхуючись один з одним. Деякі зі світів позбавлені тварин, рослин і будь-якої вологи. |
| — Демокріт, (~460—370 до н. е.) | |

|                              | Існують незліченні світи, і подібні до нашого, і відмінні від нього. Коли число атомів нескінченне, як уже було доведено, <...> то не існує жодної перепони тому, що й число світів нескінченне. |
| — Епікур, (341—270 до н. е.) | |

Попри те, що ідеї атомістів віднаходили своїх прибічників і за часів Римської імперії (Лукрецій), вони лишилися маргінальними, оскільки переважали настанови Арістотеля (384—322 до н. е.), який обстоював унікальність Землі та людського розуму.

Геоцентрична система за уявленнями Птолемея

У перших століттях нашої ери, з розвитком християнства, думки Демокріта та Левкіппа зазнали осуду з боку церкви. Зокрема античні судження про множинність світів критикували такі єпископи, як Іполит (у своїй праці «Заперечення всіх Єресей») та Філастрій.

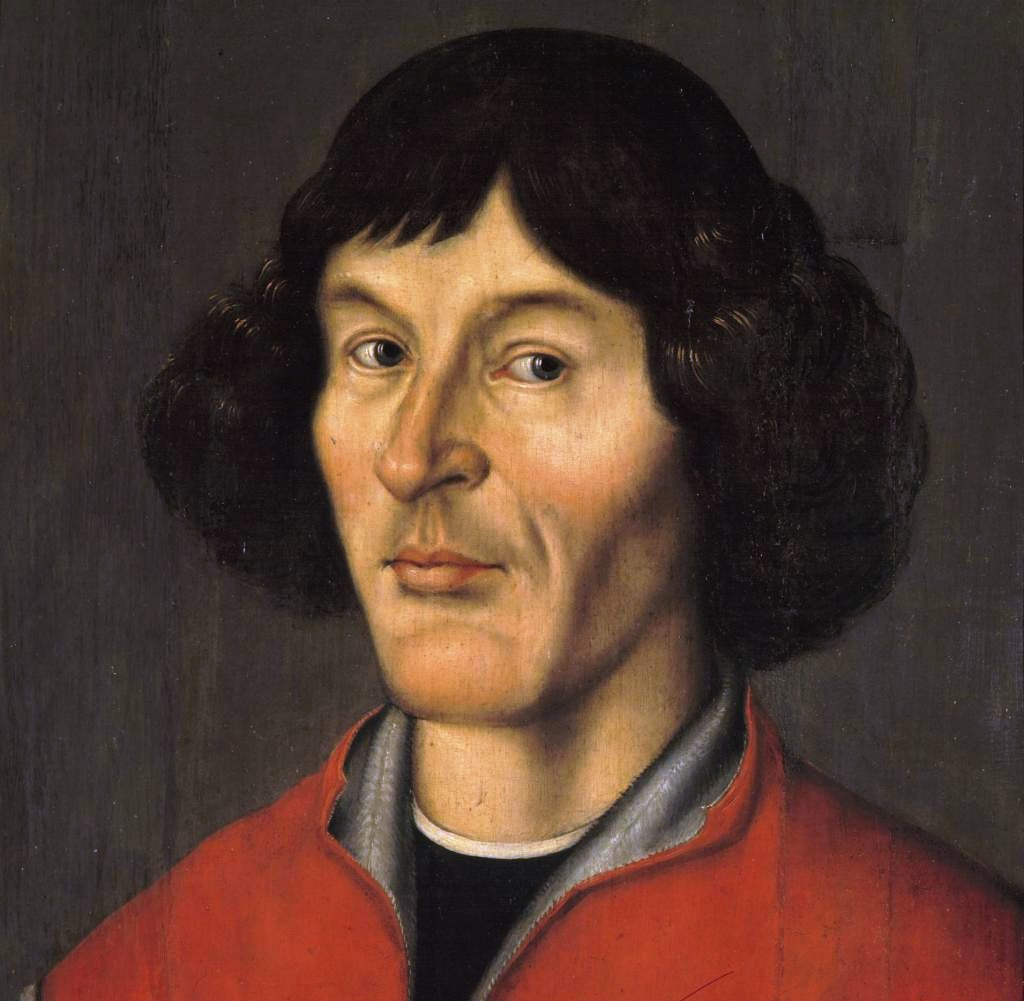
Миколай Коперник

### Відродження

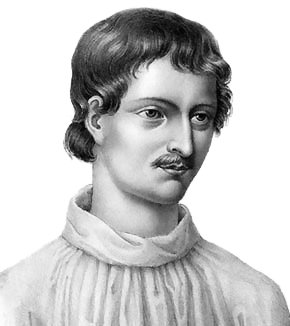
Джордано Бруно

З настанням XVI століття у світобаченні людства почалися докорінні й незворотні зміни. 1543 року польський астроном Миколай Коперник опублікував трактат «Про обертання небесних сфер», — свою головну роботу, — де вперше публічно заперечено геоцентризм. Дослідник зазначав, що відсутність видимих паралаксів зір указує на їхню далеку відстань від Землі, значно більшу за відстань до сусідніх планет.
Один із перших прихильників його теорії, — італійський філософ і поет Джордано Бруно — урівняв зорі з Сонцем й припустив наявність у них своїх Земель і навіть розумних істот, що їх заселяють, спираючись також на ідеї атомістів. Попри належність до ченців-домініканців, обов'язок яких — поборювати єресь, Бруно сам її активно розповсюджував, відкидаючи церковні догмати й постулати християнства. Також думки про геоліоцентризм та безмежність Всесвіту поширились завдяки його приватним лекціям, в яких він пропагував свої революційні погляди. 1584 року в трактаті «Про безмежність, Всесвіт і світи» він писав:
|  | Існує незліченна кількість сонць; Незліченна кількість Земель обертається навколо цих Сонць подібно до того, як сім планет обертаються навколо нашого Сонця. У цих світах живуть живі істоти... Такою є велич Божа, і велич Його царства стала явною; Він прославляється не в одному, а в незліченій кількості Сонць; не в одній Землі, в єдиному світі, а в тисячі тисяч; кажу я в нескінченність світів. |

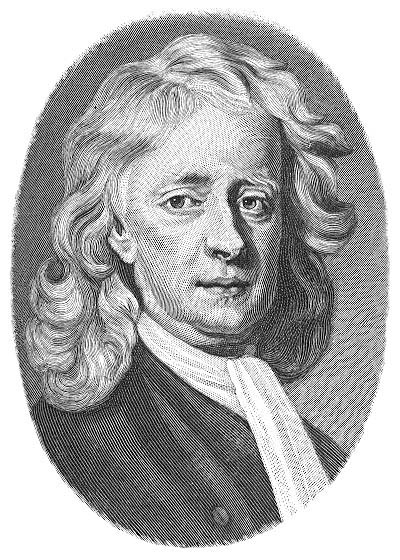
Ісаак Ньютон

1686 року ідеї неаполітанця згадав Ісаак Ньютон у своїй праці «Головна схолія», що завершувала його «Математичні начала натуральної філософії». Виходячи з прикладу планет Сонць, він написав: «І якщо нерухомі зорі є центрами подібних систем, усі вони будуть влаштовані аналогічно й за тими самими законами». Він же наприкінці 1668 року збудував перший телескоп-рефлектор, вивівши тогочасні телескопи на новий рівень.

### Пошуки екзопланет

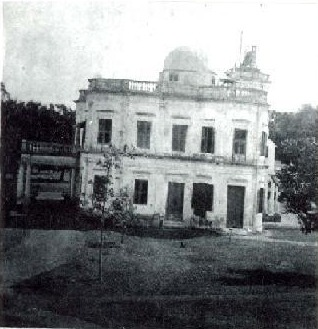
Мадраська обсерваторія (~ 1880)

1855 року англійський астроном Мадраської обсерваторії Вільям Стівен Джейкоб повідомив про можливість існування планетної системи в іншої зорі. Він наголосив на ймовірності існування планетного тіла в подвійній системі 70 Змієносця. У дев'яності роки ХІХ століття астроном Томас Джефферсон Джексон Сі спостерігаючи з Обсерваторії Маккорміка підтвердив наявність у системі 70 Змієносця несамосвітного тіла з періодом обертання 36 років (результати досліджень були опубліковані в The Astronomical Journal), однак розрахунки американця Фореста Рея Мультона довели нестійкість подібної системи й спростовували висновки Сі. Станом на 2025 рік існування планет у системі 70 Змієносця не виявлено.

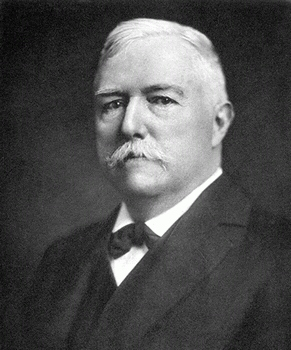
Едвард Барнард

Перші спроби знайти планети поза Сонячною системою були пов'язані зі спостереженнями за розташуванням близьких зір. 1916 року видатний американський астроном Едвард Барнард спостерігав на 36-дюймовому рефракторі червону зорю, яка «жваво» рухалася відносно інших зір. Червоний карлик із найшвидшим власним рухом (понад 10 кутових секунд на рік) назвали Летючою зорею Барнарда. Це четверте за віддаленістю від нас світило (після трьох зір Альфи Центаври) за масою всемеро менше Сонця. Зоря Барнарда поступово наближається до Сонячної системи.
Виходячи з цього, зображення зорі на фотопластинах вивчав Пітер ван де Камп — американський астроном нідерландського походження. Дослідник працював на 24-дюймовому рефракторі Обсерваторії Спрула при Свортмор-коледжі. Проаналізувавши знімки за 1938–1962 роки, він оголосив про існування екзопланети з 1,6 маси Юпітера (MJ) й періодом обертання 24 роки. Наприкінці 60-х років він оголосив про дві планети з масою, близькою до юпітеріанської.
1973 року інші астрономи піддали сумніву наявність масивної планети: Джордж Ґейтвуд з Обсерваторії Аллеґейні та Генріх Айхгорн (англ. Heinrich Eichhorn) з Університету Флориди, використовуючи відомості, отримані на 30-дюймовому телескопі, не зафіксували жодного відхилення в траєкторії зорі. Згодом німецький астроном Вульф Гайнц, що змінив ван де Кампа у Свортморі, теж скептично поставився до відкриття і спростував його у 1976 році.

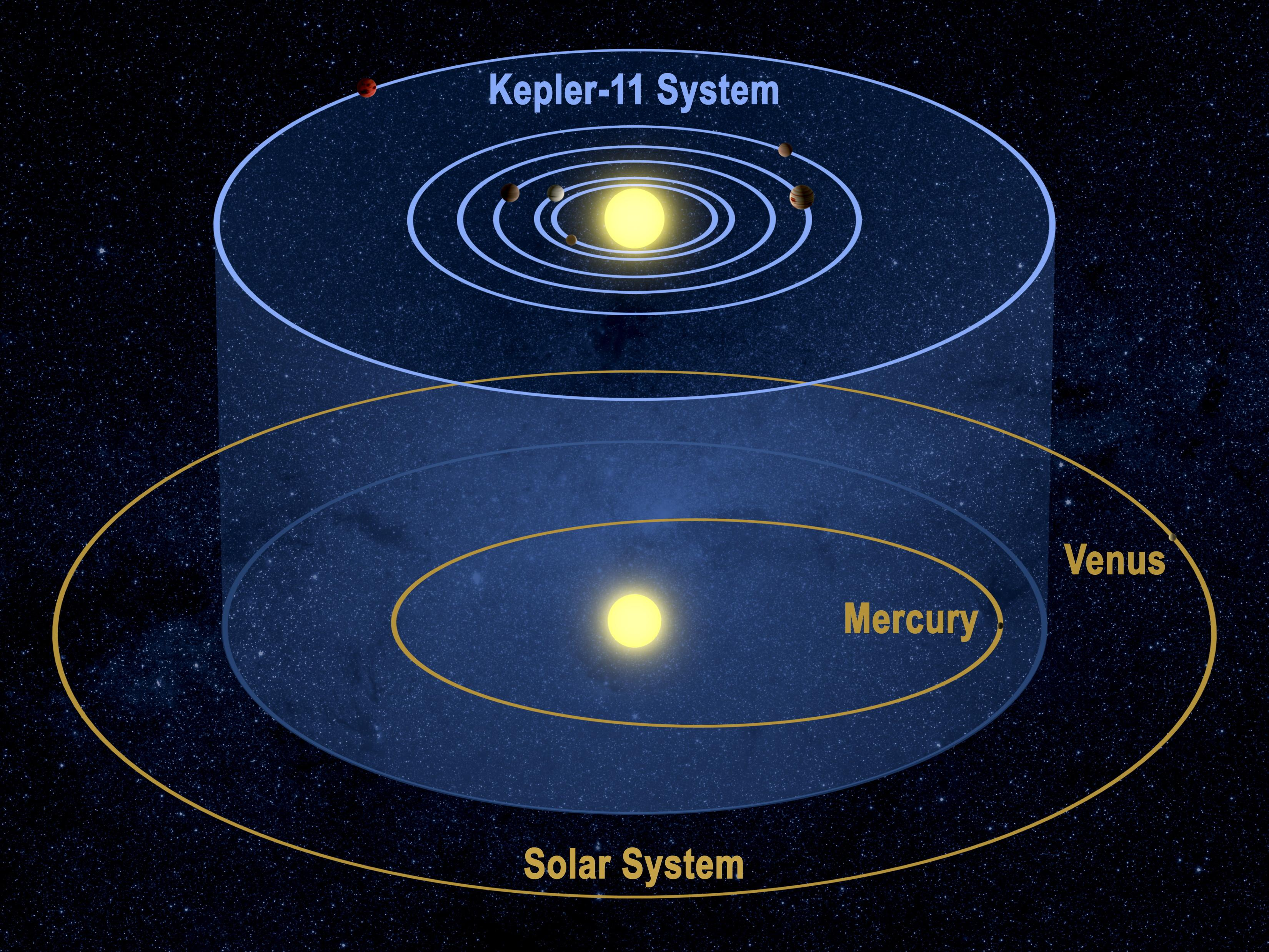
Порівняння системи Кеплер-11 з орбітами Меркурія та Венери

Того самого року Ґейтвуд вирахував, що навколо зорі не існує планет, важчих за 10 MJ. Згодом космічний телескоп Габбл зробив дуже точні (до 0,001 кутової секунди) астрометричні вимірювання зорі Барнарда й Проксими Центаври, не виявив жодного відхилення і, таким чином, продемонстрував неспроможність наземних і неспеціалізованих космічних обсерваторій виявляти в такий спосіб планети навіть біля найближчих зір.

### Виявлення

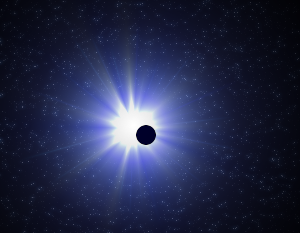
Транзит екзопланети

Наприкінці 1980-х низка наукових груп почала систематичне вимірювання швидкостей найближчих до Сонця зір, здійснюючи спеціальний пошук екзопланет за допомогою високоточних спектрометрів. До цього їх спонукала праця українсько-американського астронома Отто Струве, оприлюднена 1952 року, що описувала переваги пошуку орбітних планет за допомогою спектроскопії, а також можливість незалежного підтвердження їх існування при проходженні між світилом і спостерігачем за допомогою точного вимірювання видимої зоряної величини.
Серед нового покоління дослідників були канадці Брюс Кемпбелл (англ. Bruce Campbell), Ґордон Вокер (англ. Gordon Walker) і Стівенсон Ян (англ. Stephenson Yang) з Університету Вікторії й Британо-колумбійського університету, які 13 липня 1988 року відкрили біля помаранчевого субгіганта Гамма Цефея A першу позасонцеву планету — Гамма Цефея Ab. Але попри те, що вони вперше деталізовано зареєстрували позасонцеві планети, скептики не вірили результатам їхніх досліджень до 7 травня 2003 року, коли цей факт був доведений беззаперечно. 1989 року Д. Латам знайшов першу надмасивну планету HD 114762 b біля зорі HD 114762, її планетний статус підтвердили 2012 року.

#### Встановлені факти

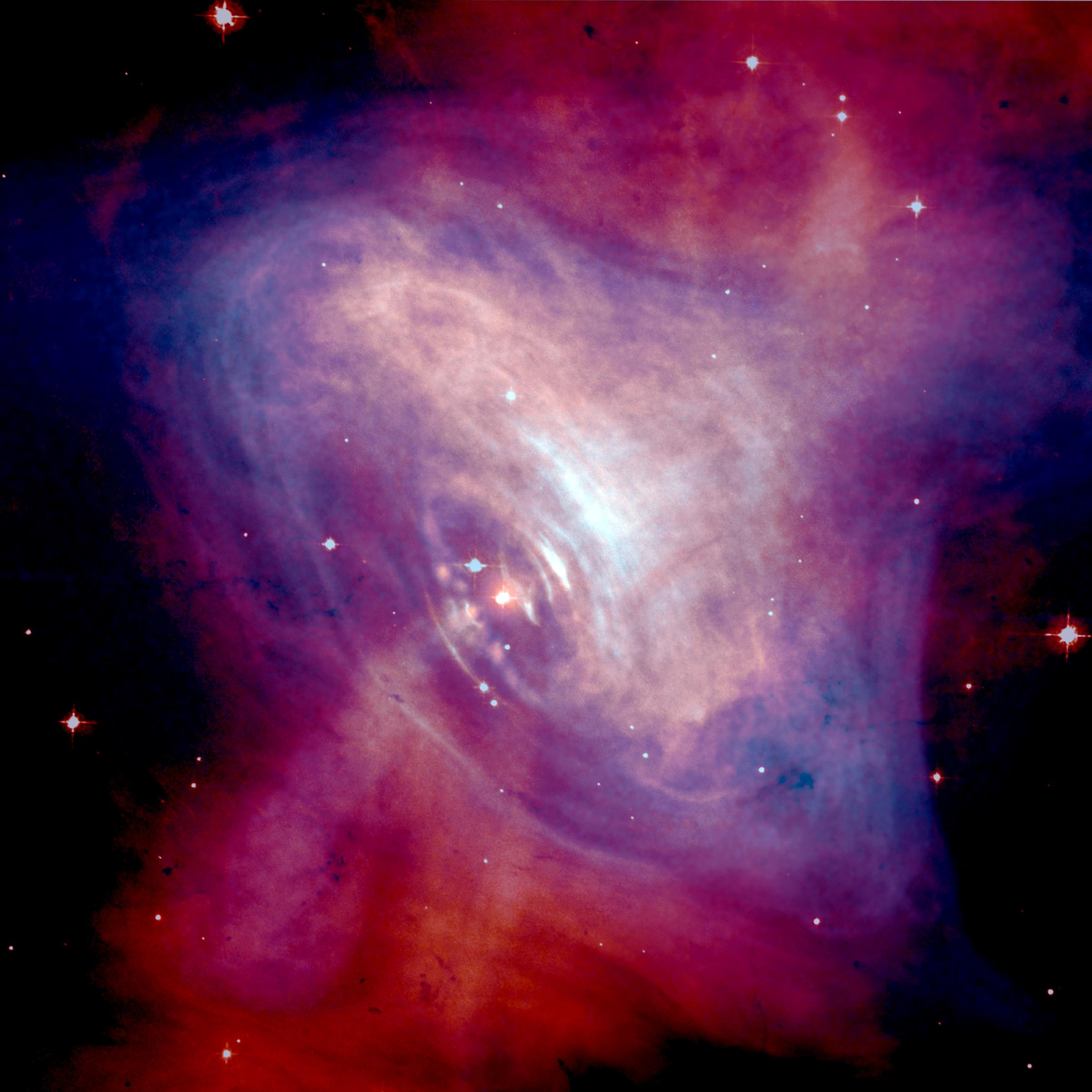
Крабоподібна туманність з у центрі

Наприкінці 60-х років, із появою перших потужних радіотелескопів, Джоселін Белл Бернелл та Ентоні Г'юїш відкрили високочастотні точкові джерела радіовипромінення. Їх назвали пульсарами й незабаром ототожнили з нейтронними зорями. Пульсари мають одну унікальну властивість: надзвичайно стабільну частоту імпульсів, що надалі використовували для пошуку екзопланет.
1991 року польський радіоастроном Александер Вольщан, вивчаючи на Обсерваторії Аресібо пульсар PSR 1257+12, відкритий ним за рік до того, помітив періодичну зміну частоти надходження імпульсів. Проаналізувавши кількамісячні спостереження, він дійшов висновку про наявність біля зорі щонайменше двох небесних тіл масою в кілька мас Землі й великими півосями близько однієї астрономічної одиниці. Його канадський колега Дейл Фрейл підтвердив це відкриття спостереженнями на іншому радіотелескопі. 2 січня 1992 року вони спільно опублікували результати досліджень, у яких виявлені збурення в періодичності пояснювалися впливом двох планет із масою в 3,4 і 2,8 земної. Наступні спостереження 1994 року дозволили виявити в системі третю екзопланету, маса якої вдвічі перевищує Місяць. Достатньо точно вимірявши параметри цієї планетної системи вчені вперше зафіксували резонансні явища, спостережувані доти лише в Сонячній системі. Відкриті екзопланети названо пульсарними й, судячи з усього, вони трапляються в космосі вкрай рідко. Станом на 2025 рік відомо всього про 8 пульсарних планет.
1987 року американські астрономи Джеффрі Марсі з Університету Каліфорнії та Пол Батлер з Наукового інституту ім. Карнеґі у Вашингтоні почали багаторічні спостереження 120 близьких зір (типу Сонця або холодніших) у Лікській обсерваторії, а в середині 1990-х дослідники розширили вибірку зір до 1330. Завдяки цим спостереженням вчені намагалися знайти екзопланети, використовуючи метод Доплера.
1994 року астрономи Женевського університету Мішель Майор та Дідьє Кело вирішили за допомогою надточного спектрометра на 1,93-метровому телескопі Обсерваторії Верхнього Провансу у Франції виміряти променеві швидкості 142 зір спектрального класу G та K. Почавши у вересні 1994 року спостереження зорі 51 Пегаса, вчені зафіксували екзопланету 51 Пегаса b 6 жовтня 1995 року на основі коливань, які її гравітація викликає в русі материнської зорі в 4,23-денному циклі. Вона стала першою підтвердженою екзопланетою, яка обертається навколо зорі головної послідовності. Марсі й Батлер підтвердили це відкриття.
Точились дискусії про реальність такого типу об'єктів — розігрітих юпітероподібних тіл. Планети цього типу названо «гарячими юпітерами». Спочатку дослідники знаходили переважно екзопланети цього типу, що вельми спантеличувало вчених, позаяк теорії народження планет передбачали, що газові гіганти формуються на великих відстанях від зорі. Коли ж кількість планет почала обчислюватися сотнями, вчені дійшли до висновку, що гарячі гіганти є у космосі радше винятком, аніж нормою.
Від початку XXI століття переважну більшість відкриттів зробили за проходженням екзопланет — затемненням зір. Транзитний метод станом на 2024 рік є найрезультативнішим. Попервах проходження фіксували для планет, уже виявлених спектральним методом. Першою з таких була HD 209458 b (перше проходження перед диском зорі HD 209458 зафіксували 1999 року). Завдяки спостереженням проходження вдалося вперше визначити середню густину «гарячого юпітера». Своєю чергою підтвердити проходження спектроскопічним методом уперше вдалося лише у 2002 році.
Першою зорею головної послідовності, у якої виявлено систему з кількох екзопланет, стала Іпсилон Андромеди: до відкритої 1996 року Дж. Марсі й П. Батлером Іпсилон Андромеди b 1999 року додалися Іпсилон Андромеди c та Іпсилон Андромеди d. Згодом виявили й численніші планетні системи, такі як 55 Рака.
Станом на березень 2022 року було відомо близько 5000 екзопланет. Станом на січень 2025 року це число становить вже 5885, і воно невпинно зростає.

### Знімок екзопланети

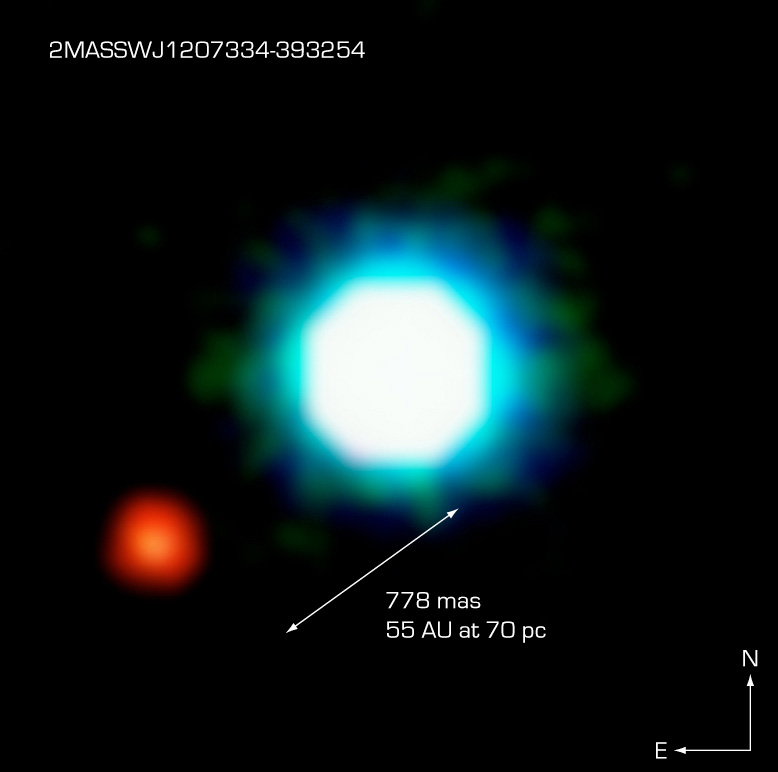
зоря 2M1207 (блакитного кольору) і об'єкт 2M1207 b (червоного кольору). Перший знімок екзопланети

У квітні 2004 року міжнародна команда спеціалістів, що працювала на чолі з Ґаелем Шовеном (фр. Gaël Chauvin) на ДВТ, отримала в інфрачервоному діапазоні перше зображення ймовірної екзопланети, що оберталася за 55 а. о. навколо коричневого карлика 2M1207 у сузір'ї Гідри. Об'єкт, названий 2M1207 b, розташований приблизно за 172 ± 3 світлові роки від Землі й має масу 8 ± 2MJ (деякі дослідники зменшують її до однієї-двох юпітеріанських). Температура поверхні — 1000—1500 К. При цьому маса самої зорі — 25MJ. Їй властиве надлишкове випромінювання (що, зокрема, спостерігав у рентгенівському діапазоні супутник Чандра). Це пов'язують із триванням процесу акреції речовини, що підтверджує молодість об'єкта.
Приблизно в цей час космічний телескоп «Габбл» почав робити знімки зорі Фомальгаут, віддаленої від Землі на 25 світлових років. Їхнє зіставлення дозволило 13 листопада 2008 року отримати зображення Фомальгаут b. Автором відкриття стала група американського астронома Пола Каласа з Каліфорнійського університету в Берклі. Дві світлини екзопланети (2004 та 2006 рік) свідчать про те, що її рух орбітою відповідає законам небесної механіки: за 21 місяць зсув був саме таким, як і передбачала теорія для планети з 872-річним періодом обертання за 119 а. о. від свого світила.

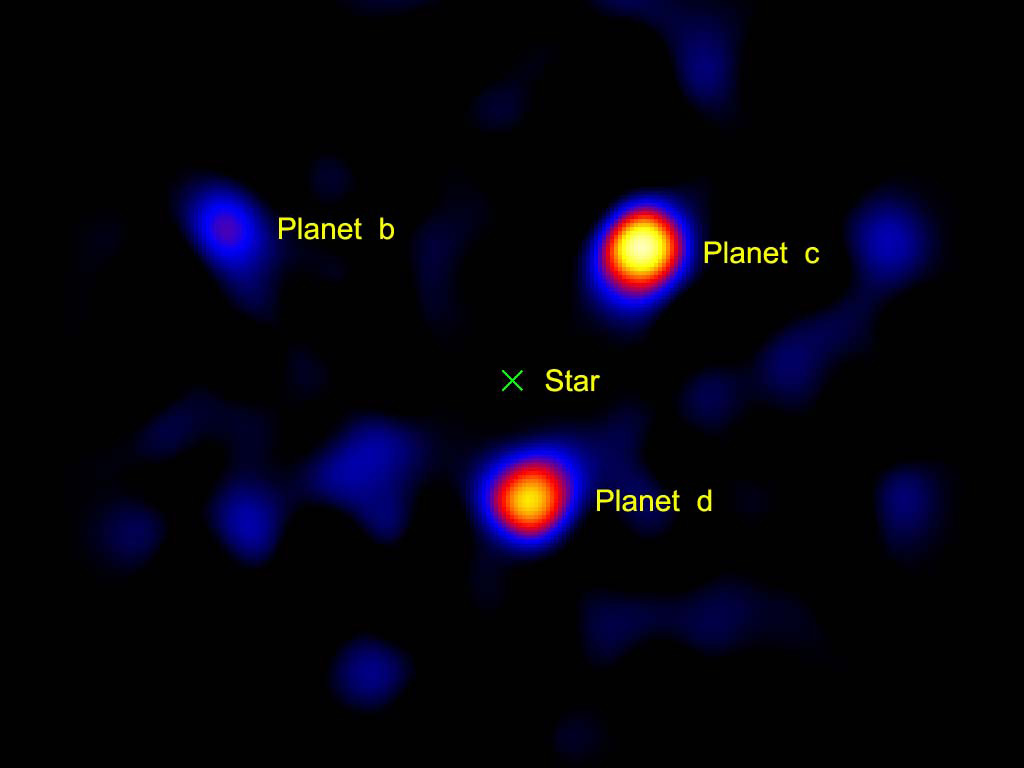
HR 8799 з трьома своїми планетами

13 листопада 2008 року за допомогою найбільших наземних телескопів Keck II й Gemini North на Гаваях, що здатні працювати в інфрачервоному діапазоні, гуртові астрономів з Канади, США й Великої Британії під керівництвом Крістіана Маруа з канадського Астрофізичного інституту Герцберґа вдалося отримати світлини одразу трьох планет біля іншої велетенської зорі — HR 8799 з сузір'я Пегаса. Це було перше зображення мультипланетної системи іншої зорі. Остання віддалена від нас на 130 світлових років (публікація в часописі Science). Кожний із цих об'єктів (розташованих за 25, 40 і 65 астрономічних одиниць від зорі) у 5-13 разів перевищує масу Юпітера. Це перша планетна система, відкрита поблизу гарячої білої зорі раннього спектрального класу (А5).
Менш ніж за два тижні після надходження інформації про відкриття планет біля Фомальгаута й HR 8799 французьким астрономам під орудою Анн-Марі Лаґранж зі Ґренобльської обсерваторії (фр. Laboratoire d'astrophysique de Grenoble) вдалося отримати зображення екзопланети, розташованої до материнської зорі ближче, ніж будь-яка інша планета на аналогічних знімках. Ідеться про вже добре вивчену молоду зорю — Бету Живописця (другу за яскравістю в сузір'ї Живописця), що перебуває від нас приблизно за 63 світлових років. На зображення пилового диска та корони Бета Живописця, зроблене 1996 року наклали світлини її планети від 2003 і 2009 років. Ця планетна система є наймолодшою з вивчених: вік зорі оцінюється в 12-20 мільйонів років. Знімок був зроблений в інфрачервоному діапазоні (5 січня 2014 року екзопланету сфотографували безпосередньо).

### Технічний прорив

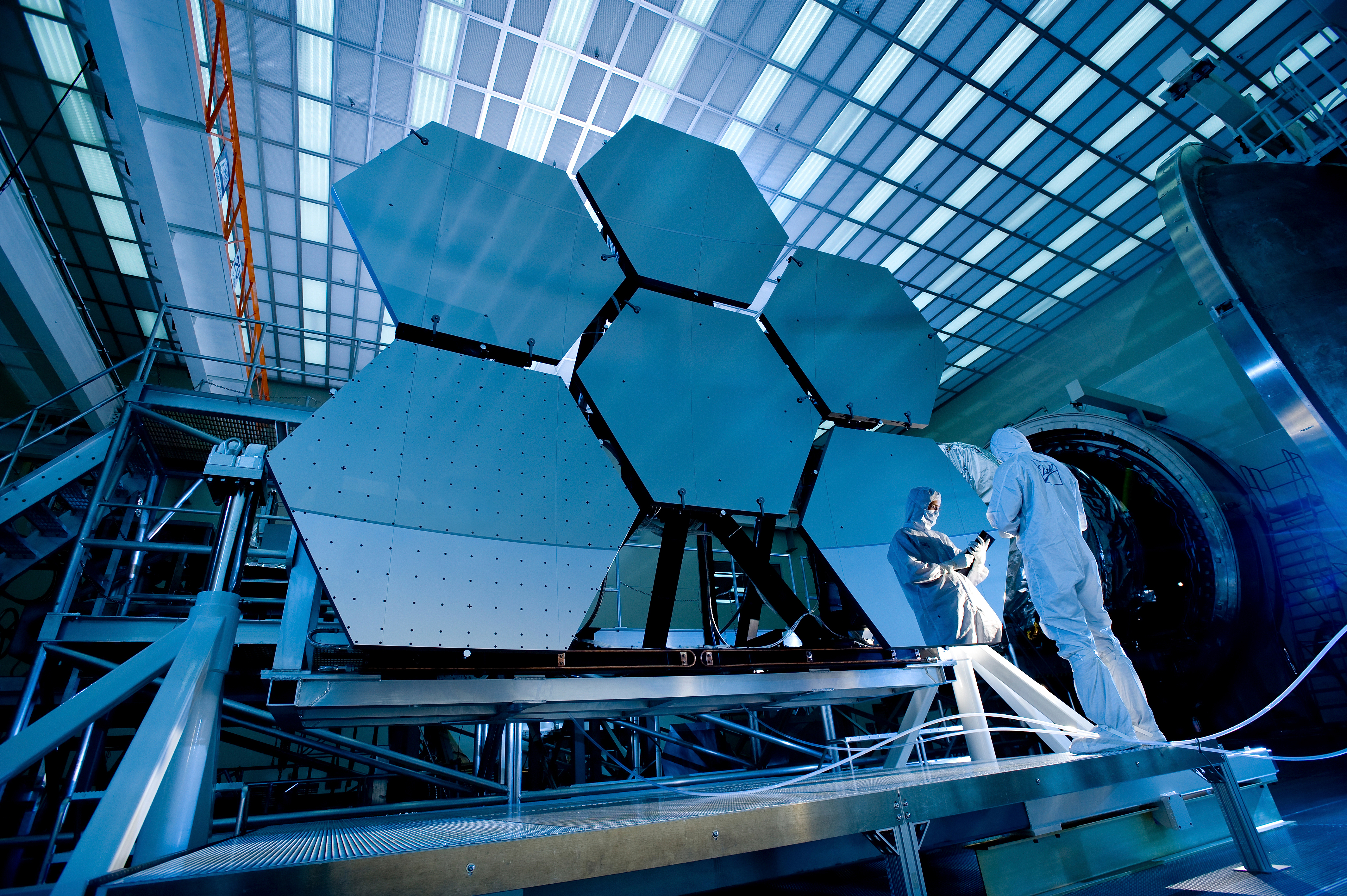
Сегменти дзеркала телескопа Джеймса Вебба

Удосконалення обладнання, передовсім у галузі спектроскопії високої роздільної здатності, призвело до швидкого виявлення багатьох нових екзопланет. Астрономи навчилися фіксувати позасонячні планети побічно — шляхом вимірювання їхнього гравітаційного впливу на рух материнських зір. Окрім цього їх знаходили, спостерігаючи за зміною видимої світності зорі, коли між світилом і спостерігачем проходить шукана планета.
2004 року, з виготовленням новітніх спектрографів, удалося підвищити точність вимірювання променевих швидкостей до 1 м/с, що дозволило відкрити цілковито новий клас об'єктів — так звані «гарячі нептуни» з масами приблизно 15 мас Землі. У серпні 2004 року свої досягнення одночасно оприлюднили європейські й американські астрономи. Дослідники зі Старого світу послуговувались спектрографом HARPS, установленим на 3,6-метровому телескопі в Ла-Сильї. Американці використовували Телескоп Хоббі — Еберлі в обсерваторії Мак-Дональд у Техасі (рік по тому виявлено десяток «гарячих нептунів»).
25 серпня 2004 року повідомили про відкриття першої такої в системі зорі Мю Жертовника, її назвали Мю Жертовника с. Планета має масу від 10,55 до 14 земних (далі МЗ) обертається навколо світила за 9,55 доби й перебуває від рідної зорі за 0,09 а. о. Температура на її поверхні — близько 900 K.
На початку 2005 року відкрили наступні 12 планет. Серед них шість — газові гіганти. Серед інших шести одна є найменшою з-поміж усіх відомих екзопланет, вп'ятеро менша за розмірами від Плутона. Відкрити її допомогло те, що зоря, навколо якої оберталася планета — пульсар. Планета викликала періодичні нерівномірності випромінювання пульсара, завдяки чому її знайшли.
11 квітня 2005 року (підтверджено 6 листопада 2007) американські астрономи відкрили 55 Рака f — п'яту екзопланету в системі 55 Рака, що зробило її найбільшою з відомих. На початку 2011 року вона поступилася Кеплер-11 з сузір'я Лебедя (три тамтешні екзопланети зафіксували одразу, 26 серпня 2010 року, ще три підтвердили до січня наступного року). У 2013 році, рекорд Кеплер-11 повторила Ґлізе 667, а надалі, цей показник перевершили вісім екзопланет на орбітах зорі Кеплер-90 та дев'ять екзопланет навколо зорі HD 10180.
13 червня 2005 року, група Еугеніо Рівери оголосила про відкриття планети Ґлізе 876 d масою 7,5 мас Землі. Вирахуване за доплерівським методом небесне тіло (згодом зараховане до класу «надземель») стало першою відомою позасонячною планетою з твердою поверхнею.
Поряд з американськими та європейськими вченими, українські астрономи, астрофізики та любителі космосу беруть активну участь в заходах щодо пошуку далеких екзопланет та удосконалення технічних і програмних методів їх ідентифікації. Показовим є той факт, що ще 2016 року, тобто за півтора року до застосування NASA та Google для пошуку восьмої планети в системі Кеплер-90 (КОІ-351) штучного інтелекту за так званим «машинним навчанням», український дослідник далекого космосу О. Кобзар (м. Одеса) не тільки взяв активну участь у відкритті сьомої екзопланети цієї системи, а й впевнено передбачив існування восьмої, на той час, ще не відкритої планети в системі цієї далекої зорі.

### Найвіддаленіша екзопланета

Авторське уявлення OGLE-2005-BLG-390Lb

Станом на 2025 рік найвідаленішими екзопланетами є відкриті 2006 року космічним телескопом «Габбл» планети SWEEPS-11 та SWEEPS-04, що обертаються на відстані близько 27 700 світлових років від нас.
5 жовтня 2005 року в сузір'ї Лисички, за 63 світлові роки від нас, французькі астрономи відкрили HD 189733 b — першу екзопланету, для якої створили мапу температур поверхні, і першу, на якій знайшли вуглекислий газ і метан. Гарячий юпітер масою 1,13 ± 0,03MJ, ймовірно, обертається синхронно з власною зорею й завжди обернений до свого світила одним боком (як Місяць — до Землі). Кобальтова синява HD 189733 b змусила вчених припустити наявність величезних обсягів води, проте останні дослідження показали, що екзотичний колір газовому гіганту забезпечують дрібнодисперсні хмари. Атоми натрію в їхньому складі поглинають червону частину світлового спектра, в той час, як частинки заліза або оксиду алюмінію розпорошують синій блиск (також можливо, що це мікроскопічні краплини розплавленого кремнію).
16 грудня 2009 року науковці з обсерваторії ім. Віппла відкрили на відстані 40 світлових років від Землі Ґлізе 1214 b — надземлю, велика піввісь якої дорівнює 0,014 ± 0,0019 а. о. (тобто найменша серед усіх відомих екзопланет цього типу). За масою Ґлізе 1214 b перевищує Землю в 6,55 раза, за радіусом — у 2,5 раза, однак через низьку густину гравітація на ній нижча за земну. Період обертання планети навколо червоного карлика GJ 1214 — 38 годин. Від свого світила екзопланета розташована приблизно за 2 мільйони кілометрів. Якщо альбедо екзопланети аналогічне Венері, температура на її поверхні знаходиться між +280 °C і +120 °C.

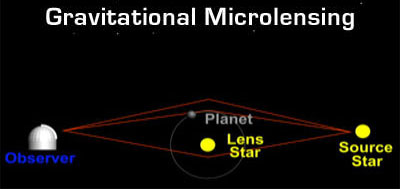
Гравітаційне мікролінзування екзопланети

2011 року Девід Беннетт (англ. David Bennett) з Університету Нотр-Дам (Індіана, США) оголосив про відкриття за допомогою методу мікролінзування 10 поодиноких юпітероподібних екзопланет. Це було зроблено на основі спостережень 2006–2007 років на 1,8-метровому телескопі Університетської обсерваторії Маунт-Джон у Новій Зеландії.
21 вересня 2011 року команда з 31 астронома, що працювали у рамках проєкту Planet Hunters, призначеного для аналізу відомостей, зібраних телескопом «Кеплер», оголосила про відкриття екзопланет KIC 10905746 b та KIC 6185331 b. При цьому згадувалося про 10 кандидатів у планети, але тільки два з них із достатньою мірою упевненості були визначені ученими як екзопланети. Планети радіусом 23 % й 72 % юпітеріанського були знайдені волонтерами серед зображень, які професійні астрономи з певних причин відсіяли, і якби не допомога добровольців, зазначені небесні тіла, ймовірно, лишилися б невідкритими.

### Землеподібні планети

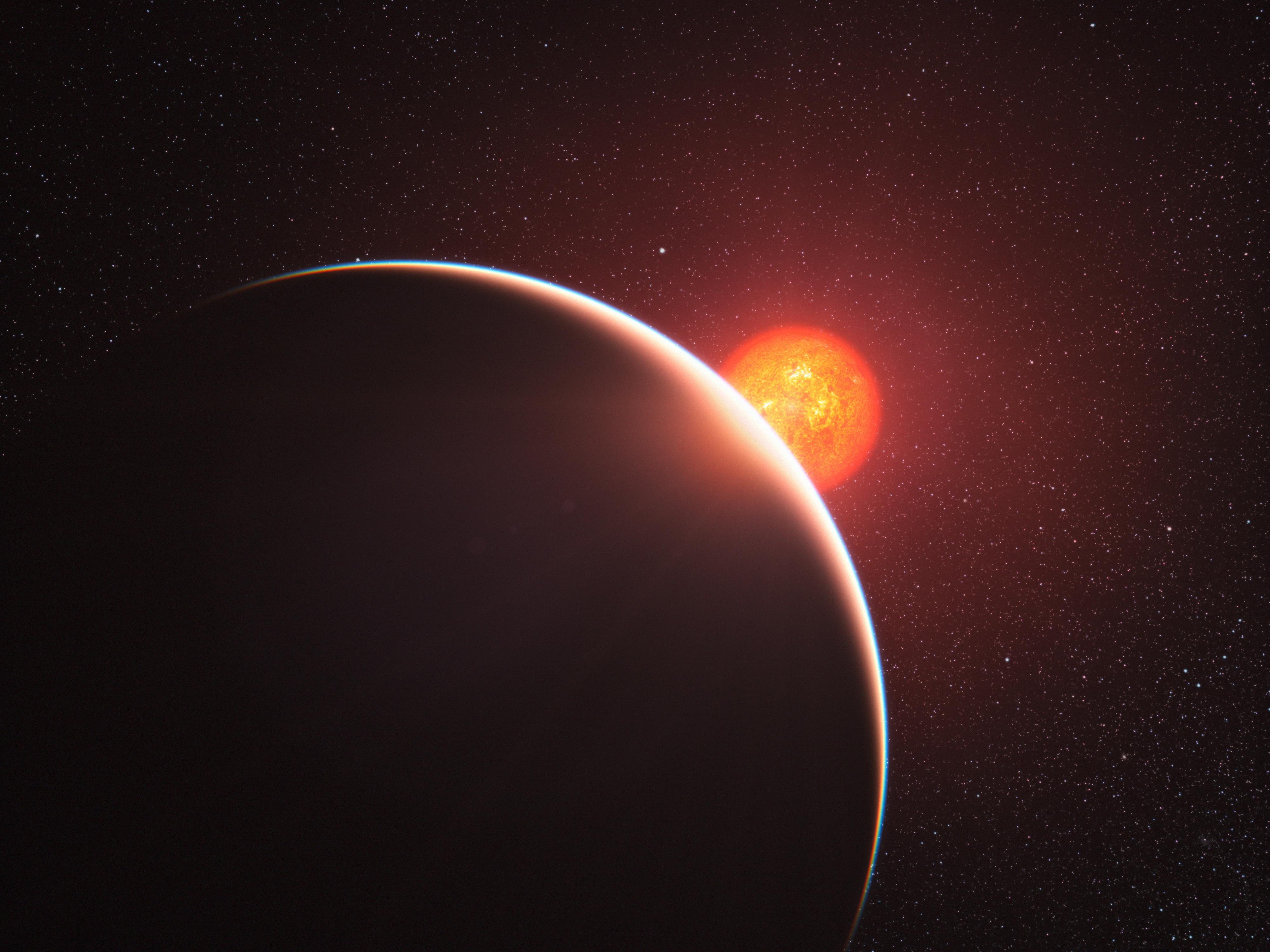
Червоний карлик Ґлізе 1214 виблискує з-за своєї екзопланети Ґлізе 1214 b в уявленні художника. Це відкрите 16 грудня 2009 року небесне тіло є першою надземлею, виявленою в зорі подібного типу. Астрономи вважають червоні карлики доволі перспективними щодо наявності екзопланет

10 січня 2011 року підтверджене існування відкритої два роки тому Кеплер-10b, радіус якої становить 1,4 від земного, а маса дорівнює 4,5 маси Землі. 5 грудня того самого року підтвердилася ще одна знахідка телескопа Кеплер: Кеплер-22 b — перша надземля в зоні, придатній для життя. 20 грудня 2011 року цей прилад розгледів біля зорі Кеплер-20 перші екзопланети завбільшки з Землю та менші — Кеплер-20e (радіусом 0,87 земного й масою від 0,39 до 1,67 MЗ) та Кеплер-20 f (0,045 MJ й 1,03 радіусу Землі).
У ці ж місяці «Кеплер» почав передавати на Землю відомості про зорю Кеплер-186, аналіз яких упродовж трьох років дозволив, крім відкритих одразу чотирьох екзопланет, підтвердити існування Кеплер-186 f — екзопланети, наразі найближчої за розмірами до колиски людства (оголосили про це 17 квітня 2014). Маса її лежить між 0,87 та 2,03 MЗ (за умови аналогічної густини вона перевищує нашу планету на 44 %). Радіус Кеплер-186 f завдовжки 1,11±0,14 % земного. За рік до підтвердження відкриття Кеплер-186 f, 18 квітня 2013 року, обґрунтували існування Кеплер-69c, що кружляє за 2380 світлових років від нас навколо сонцеподібної Кеплер-69, і більша за Землю на 70 %, однак має масу 98 % земної (клімат її близький до венеріанського).
6 січня 2015 року за даними «Кеплера» анонсували відкриття Кеплер-438 b, «надземлі», що обертається в придатній для життя зоні червоного карлика Кеплер-438 за 473 світлові роки від Сонячної системи (період обертання — п'ять тижнів). Екзопланета має радіус, більший на 10 % за земний, і на третину перевищує нашу планету за масою.
Коли підтвердиться зафіксований кількома роками потому кандидат в екзопланети KOI-4878.01, астрономи, здійснять, можливо, найвизначнішу знахідку в історії світу — двійника Землі — зі сприятливим кліматом (середня температура — 16,5 °C), маса й радіус якого становлять лише 0,99 та 1,04 % від земних, період обертання триває 449 днів, а відповідність до умов Землі становить 98 %. KOI-4878.01 віддалена від нас на 1075,2 світлового року.

### Світ чотирьох сонць

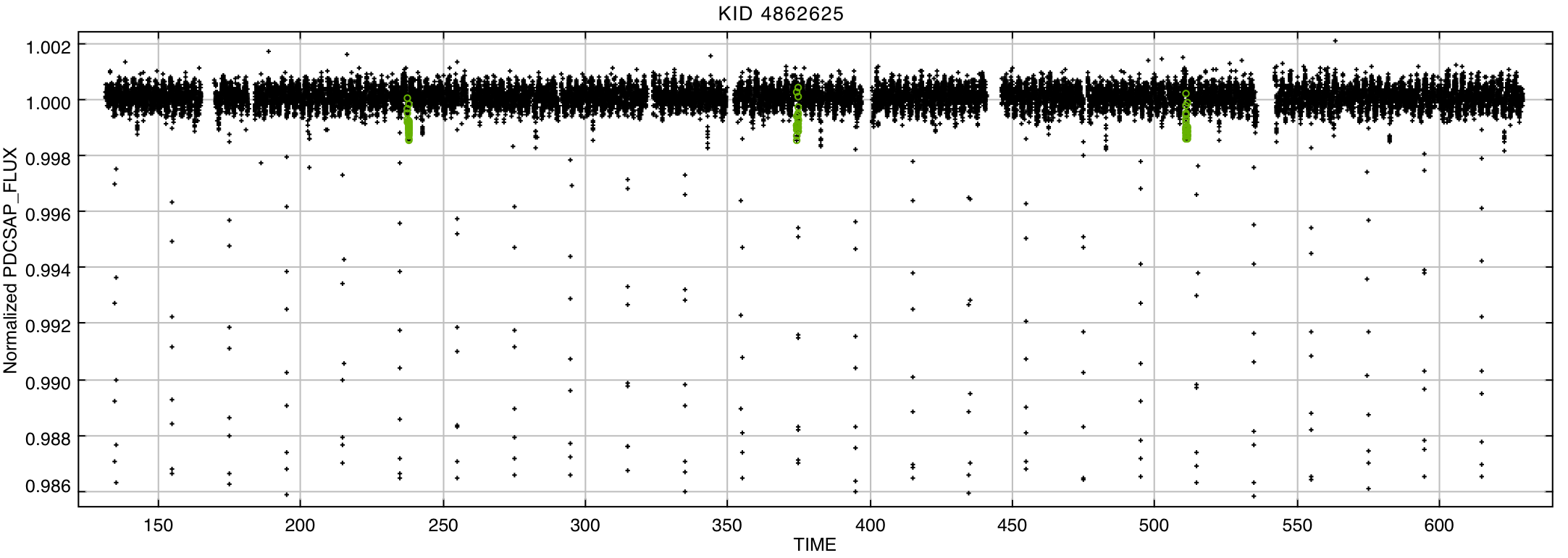
Крива блиску, що засвідчує відкриття PH1, демонструє перші три транзити Кеплера-64 (KIC 4862625).

15 жовтня 2012 року було оголошено про відкриття PH1b (також відома як Кеплер-64b) — екзопланети, що обертається в системі з чотирьох зір. Кіан Йек (англ. Kian Jek) з Сан-Франциско й Роберт Ґальяно (англ. Robert Gagliano) з Коттонвуда (Аризона) виявили ознаки існування планети в даних телескопа «Кеплер», про що було повідомлено через платформу PlanetHunters.org. У травні 2011 року Кіан Йек уперше помітив падіння яскравості, яке вказувало на транзит, а потім повідомив про друге. Роберт Ґальяно провів систематичний пошук, підтвердив друге падіння яскравості та в лютому 2012 року знайшов третє. Виходячи з цього, Кіан передбачив наступне проходження і знайшов його. Згодом планету було виявлено також за допомогою методу варіацій часу затемнень подвійної зорі. На момент відкриття це була шоста відома планета з кратною орбітою.
Планета-гігант PH1b має розміри, подібні з Нептуном — приблизно від 20 до 55 мас Землі. Її радіус становить 6,2 радіуса Землі. Зоряна система розташована за 7200 світлових років від Землі. Планета обертається навколо тісної пари зір, а на більшій відстані від них обертається ще одна пара, утворюючи чотиризоряну систему. Система має позначення в Каталозі вхідних даних «Кеплера» як KIC 4862625, а також відома як Кеплер-64. Тісна подвійна зоря (Aa+Ab), навколо якої обертається планета, має орбітальний період 20 діб і утворює затемнювану пару. Зорі цієї пари — (Aa) зоря головної послідовності спектрального класу F із масою 1,384 M☉, і (Ab) червоний карлик із масою 0,336 M☉. Планета обертається навколо цієї подвійної зорі з періодом 138,3 доби. Обидві пари зір розділені на відстань 1000 астрономічних одиниць.
Для моделювання планетної системи тісної пари зір було використано фотометрично-динамічну модель. Дальша пара зір (Ba+Bb) має відстань між компонентами 60 астрономічних одиниць. Зорі цієї пари — (Ba) зоря головної послідовності спектрального класу G з масою 0,99 M☉ і (Bb) червоний карлик із масою 0,51 M☉. Оціночний вік чотиризоряної системи становить приблизно два мільярди років. Система розташована на прямому піднесенні 19 год 52 хв 51,624 с і схиленні +39° 57′ 18,36″, а також має запис у каталозі 2MASS 2MASS 19525162+3957183.

### Барвисті й химерні планети

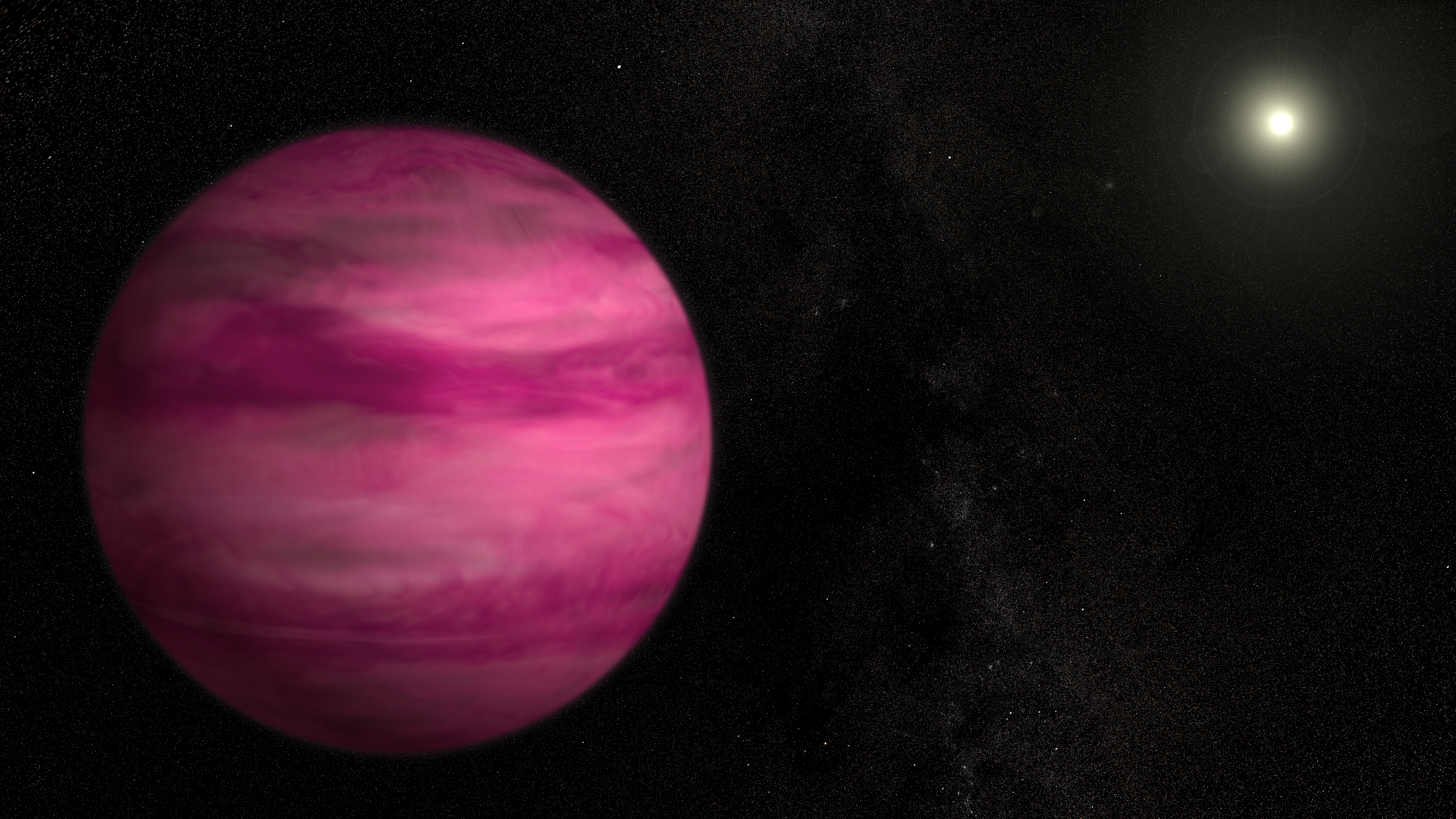
Ґлізе 504 b, уявлена художником NASA

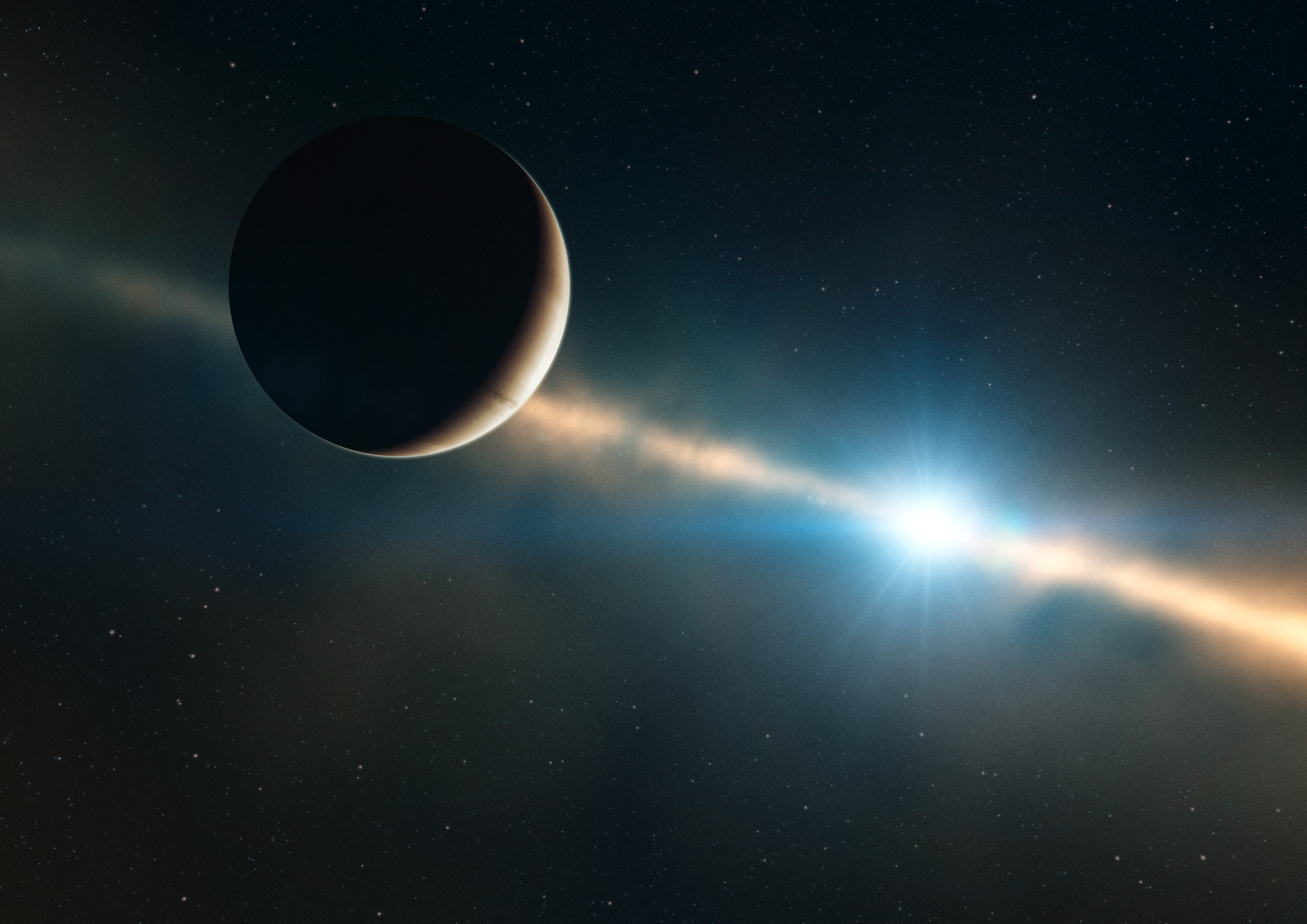
Погляд митця на Бету Живописця b

1 серпня 2013 року за допомогою гавайського телескопа Subaru за 57 світлових років від Землі була відкрита рожева екзопланета Ґлізе 504 b. Газовий гігант став п'ятою екзопланетою, знайденою шляхом прямого спостереження (при цьому інші обертаються навколо масивніших зір). Отримане пряме зображення рожевої сфери показало менш хмарну атмосферу, ніж у вивчених доти екзопланет. Її зоря Ґлізе 504 є аналогом Сонця, але випромінює втричі менше світла.
7 січня 2014 року була виявлена планета KOI-314 c, яка знаходиться у перехідному стані між газовим гігантом й кам'янистою землеподібною планетою. Менш ніж за три місяці потому, 30 квітня, вперше визначений період обертання екзопланети: доба на β Живописця b триває 8 годин.
14 травня відкрита екзопланета GU Риб b з рекордним періодом обертання — 80 тисяч років. Її відстань від материнської зорі GU Риб у 2000 разів перевищує відстань Землі від Сонця і є для екзопланет щонайзначнішою з відомих на 2025 рік. «Планету-вигнанця» відшукала міжнародна дослідницька група на чолі з Марі-Ів Нод (фр. Marie-Ève Naud) — аспірантом кафедри фізики Університету Монреаля. Науковці вважають, що за масою GU Риб b в 9-13 разів більша від Юпітера.
23 червня 2014 року вчені повідомили, що вперше визначили магнітне поле екзопланети Осіріс. Його потужність оцінюється приблизно в одну десяту від юпітеріанського. Ця екзопланета унікальна тим, що Земля перебуває у безпосередній площині екзопланети й астрономи систематично двічі на тиждень спостерігають її проходження на тлі своєї зорі з 1,5 % затемненнями. Два дні потому була відкрита Ґлізе 832 c — найближча з відомих «надземель»; від нас її відділяють 16 світлових років. Екзопланету з масою в 5,4 MЗ виявила міжнародна команда астрономів на чолі з Робертом А. Віттенмайером (англ. Robert A. Wittenmyer) Університету Нового Південного Вельсу.
24 вересня того ж року NASA повідомило, що малохмарність атмосфери HAT-P-11 b, екзопланети завбільшки з Нептун, дозволила пошуковцям побачити в ній ознаки водяної пари. HAT-P-11 b, що обертається довкола зорі в сузір'ї Лебедя за 124 світлові роки від Землі, є першою порівняно невеликою екзопланетою, на якій знайдені молекули води. Діаметр її приблизно вчетверо більший, ніж у нашої планети. Науковці вивчали атмосферу планети під керуванням фахівців з Університету Меріленду через космічні телескопи «Габбл», «Спітцер» і «Кеплер».

## Методи пошуку екзопланет

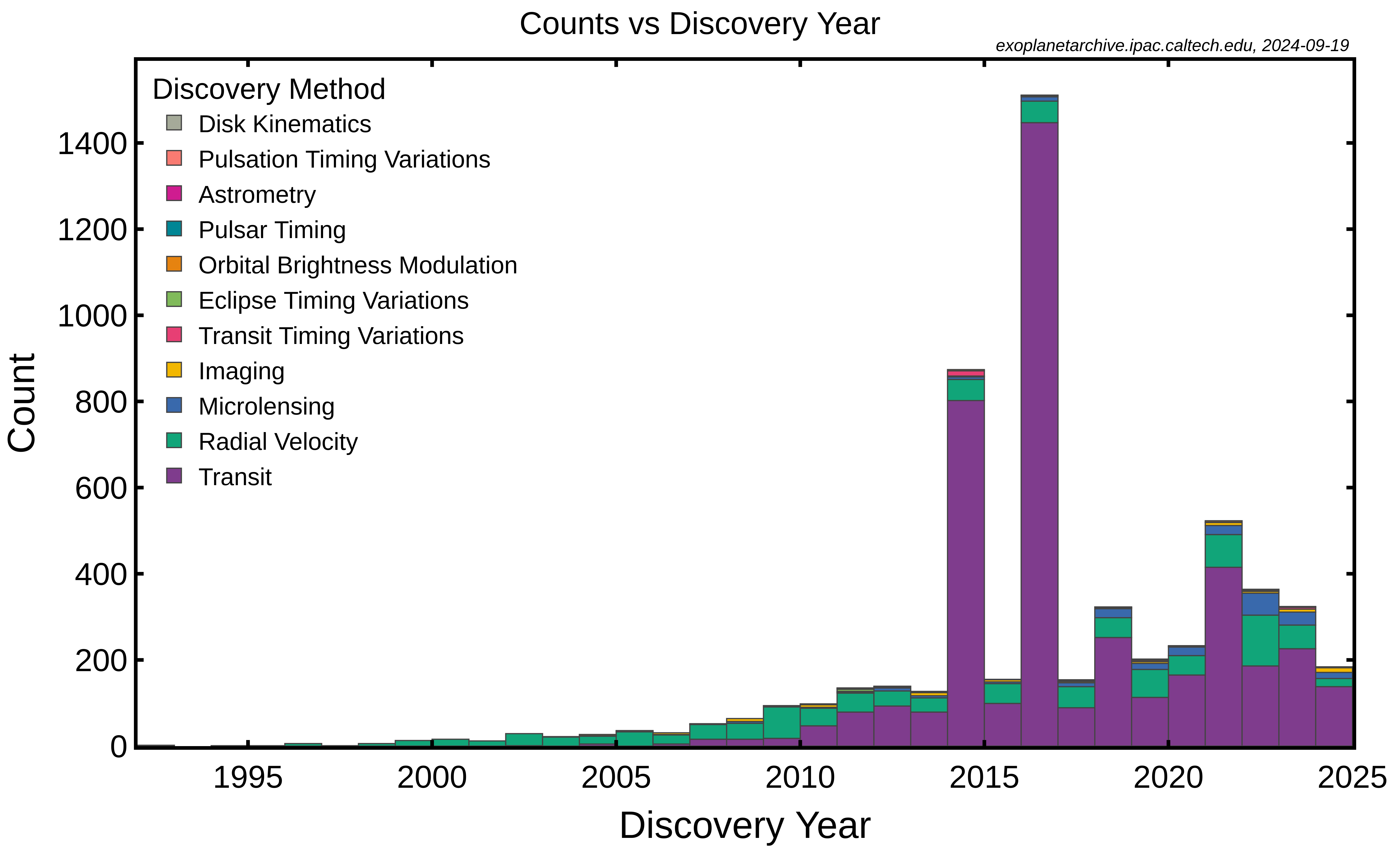
Виявлення екзопланет за рік станом на вересень 2024 року

### Прямі методи

Пряме зображення планети Бета Живописця b з орбітою на краю при спостереженні зі Землі

Екзопланети надзвичайно тьмяні порівняно зі своїми материнськими зорями. Наприклад, схожа на Сонце зоря приблизно в мільярд разів яскравіша за відбите світло будь-якої екзопланети, що обертається навколо неї. Таке слабке джерело світла важко виявити, до того ж материнська зоря створює відблиск, який може «розмивати» її. Необхідність блокувати світло від материнської зорі, щоб зменшити відблиски, залишаючи світло від планети видимим, є серйозною технічною проблемою, яка вимагає надзвичайної оптотермічної стабільності. Усі екзопланети, які були безпосередньо зображені, є великі (масивніші за Юпітер) і знаходяться на великій відстані від своїх материнських зірок.
Спеціально розроблені інструменти прямого отримання зображень, такі як Gemini Planet Imager, VLT-SPHERE та SCExAO, дозволяють отримати зображення десятків газових гігантів. Однак переважну більшість відомих екзопланет було виявлено лише непрямими методами.

### Непрямі методи
Транзитний метод

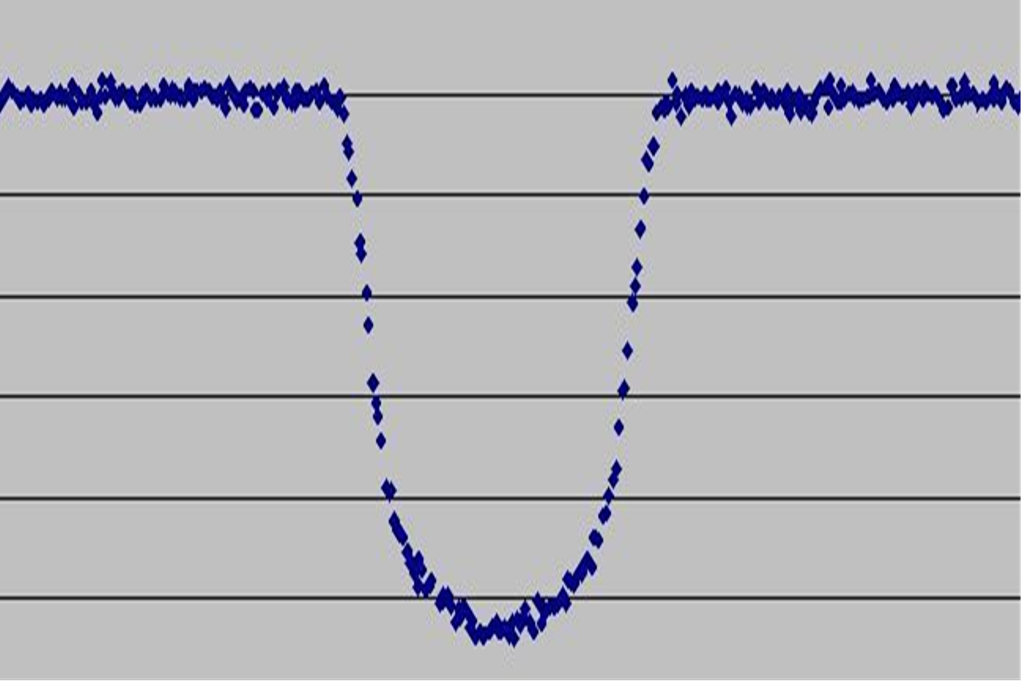
Фотометрія екзопланети за даними космічного телескопа «Кеплер»

Якщо планета проходить перед диском своєї материнської зорі, то спостережувана яскравість зорі незначно падає. Рівень затемнення зорі залежить від її розміру та розміру планети, серед інших факторів. Оскільки транзитний метод вимагає, щоб орбіта планети перетинала лінію видимості між головною зорею та Землею, ймовірність того, що екзопланета на випадково орієнтованій орбіті спостерігатиметься за транзитною зорею, є низькою. 
Метод Доплера

Анімація демонструє гравітаційний вплив екзопланети на зорю

Коли планета обертається навколо зорі, зоря також рухається по своїй орбіті навколо центру мас системи. Зміни радіальної швидкості зорі, тобто швидкості, з якою вона рухається до планети або від неї, можна виявити за зміщенням спектральних ліній зорі через ефект Доплера. Можна спостерігати надзвичайно малі варіації радіальної швидкості, 1 м/с або навіть трохи менше.
Транзитно-таймінгова варіація

Коли зоря знаходиться позаду планети, її яскравість буде здаватися тьмяною

Коли присутні кілька планет, кожна з них трохи порушує орбіти інших. Таким чином, невеликі коливання часу проходження однієї планети можуть вказувати на наявність іншої планети та її проходження. Наприклад, зміни в проходженні планети Кеплер-19b дозволяють припустити існування другої планети в системі, непрохідної планети Кеплер-19с.
Варіація тривалості транзиту
Коли планета обертається навколо кількох зірок або якщо у планети є супутники, час її проходження може суттєво відрізнятися на кожен транзит. Попри те, що за допомогою цього методу не було виявлено нових планет чи супутників, він успішно використовується для підтвердження багатьох транзитних планет з кратною орбітою.
Гравітаційне мікролінзування
Мікролінзування виникає, коли гравітаційне поле зорі діє як лінза, збільшуючи світло далекої нерухомої зорі. Планети, що обертаються навколо лінзової зорі, можуть спричинити помітні аномалії збільшення, оскільки воно змінюється з часом. На відміну від більшості інших методів, які мають ухил у виявленні планет із малими (або для чітких зображень великими) орбітами, метод мікролінзування найбільш чутливий до виявлення планет приблизно 1–10 а.о. від сонцеподібних зір.
Астрометрія
Астрометрія полягає в точному вимірюванні положення зорі на небі та спостереженні за змінами цього положення з часом. Існує можливість спостерігати рух зорі через гравітаційний вплив планети, оскільки рух дуже малий, цей метод не був дуже ефективним до 2020-х років. Цим методом вчені зробили лише кілька підтверджених відкриттів, хоча його успішно використовували для дослідження властивостей планет, знайдених іншими способами.
Таймінг пульсарів
Пульсари регулярно випромінюють радіохвилі під час обертання. Якщо планети обертаються навколо пульсара, рух пульсара навколо центру маси системи змінює відстань пульсара до Землі з часом. В результаті радіоімпульси від пульсара надходять на Землю пізніше або раніше. Ця затримка світла через те, що пульсар фізично ближче або далі від Землі, відома як затримка часу Ремера. За допомогою цього методу було зроблено перше підтверджене відкриття позасонячної планети. Станом на 2024 рік таким чином було виявлено вісім екзопланет.
Таймінг змінних зір (за частотою пульсації)
Як і пульсари, є деякі інші типи зірок, які виявляють періодичну активність. Відхилення від періодичності іноді можуть бути викликані планетою, що обертається навколо неї. Станом на 2013 рік за допомогою цього методу відкрито кілька планет.
Модуляції відбиття/випромінювання
Коли планета обертається дуже близько до зорі, вона вловлює значну кількість зоряного світла. Кількість світла змінюється через те, що планети мають фази при спостереженні із Землі, або планети видаються яскравішими більше з одного боку, ніж з іншого, через різницю температур.
Релятивістське випромінювання
Релятивістське випромінювання вимірює спостережуваний потік від зорі внаслідок її руху. Яскравість зорі змінюється, коли планета наближається або віддаляється від своєї головної зорі.
Еліпсоїдні варіації
Масивні планети, розташовані поблизу своїх материнських зір, можуть дещо деформувати форму зорі. Це призводить до того, що яскравість зорі трохи відхиляється залежно від того, як вона обертається відносно Землі.
Поляриметрія
За допомогою методу поляриметрії поляризоване світло, відбите від планети, відокремлюється від неполяризованого світла, випромінюваного зорею. За допомогою цього методу не було відкрито нових планет, але було підтверджено кілька вже виявлених.
Навколозоряні диски
Диски космічного пилу оточують багато зір. Цей пил, як вважається, походять від зіткнень астероїдів і комет. Пил можна виявити, оскільки він поглинає світло зірок і повторно випромінює його як інфрачервоне випромінювання. Особливості на дисках можуть свідчити про наявність планет, хоча це не вважається остаточним методом виявлення.

## Інструменти вивчення й пошуку

### Космічні апарати

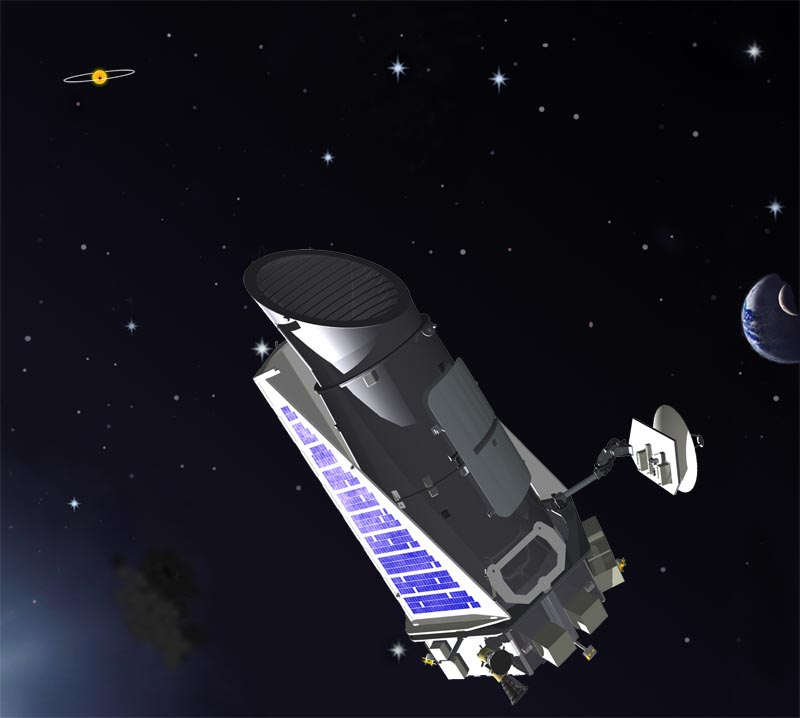
Космічний телескоп «Кеплер» на орбіті навколо Землі

Запущений 6 березня 2009 року, космічний телескоп «Кеплер» спершу був налаштований для безперервного спостереження за 150 000 зір на одній ділянці неба в сузір'ї Лебедя. Він став першою місією НАСА з виявлення землеподібних планет в зонах, придатних для життя. Місію продовжували кілька разів, припинивши її 2018 року. Використовуючи транзитний метод, телескоп виявив понад 2600 екзопланет, що становило близько двох третин всіх відомих планет на момент місії. Аналіз даних «Кеплера» показує, що від 20 до 50 відсотків зір, видимих на нічному небі, ймовірно, мають невеликі, можливо, кам'янисті планети, схожі за розмірами на Землю, і розташовані на такій відстані від материнських зір, де рідка вода може накопичуватися на поверхні планети.
19 грудня 2013 року Європейське космічне агентство запустило космічний телескоп Gaia з метою описати майже два мільярди об'єктів у нашому Чумацькому Шляху з урахуванням положення, руху та властивостей, створивши найбільшу та найточнішу багатовимірну карту Чумацького Шляху. Зокрема планувалося дослідження екзопланет за допомогою астрометрії, методу Доплера та транзитного методу. Станом на 2022 рік завдяки цій місії відкрито лише дві екзопланети: Gaia-1b та Gaia-2b. 
Космічний апарат Transiting Exoplanet Survey Satellite (TESS), запущений у квітні 2018 року, спирається на місію «Кеплер» зі свіжими даними у пошуках планет, що обертаються навколо близько 200 000 найяскравіших і найближчих до Землі зір, які пізніше можуть бути досліджені на наявність ознак життя за допомогою таких місій, як космічний телескоп NASA імені Джеймса Вебба та інші обсерваторії. Станом на квітень 2025 року завдяки даним TESS встановлено 4678 кандидати в екзопланети та 622 підтверджено. Усі екзопланети апарат досліджує транзитним методом. 
Запущений NASA 2021 року орбітальний інфрачервоний космічний телескоп ім. Джеймса Вебба спостерігав близько 111 планет, і вже є плани спостереження близько 17 інших станом на січень 2025 року. З цієї загальної кількості близько 113 є транзитними планетами, які перетинають поверхню своєї зорі безпосередньо між нею та Землею. Проте початково місія не розроблялась на вивчення екзопланет.

### Наземні телескопи

#### Транзитні огляди
- SuperWASP (англ. Wide Angle Search for Planets) — наймасштабніший наземний транзитний огляд. Станом на 2025 рік у рамках проєкту підтверджено майже 200 екзопланет[168]. Огляд здійснюють дві роботизовані станції — SuperWASP-North (о. Ла-Пальма) та SuperWASP-South. Кожен комплекс оснащено вісьмома ширококутними 200-мм (f/1,8) телескопами-астрографами з полем зору 7,8 × 7,8°[169].

- HATNet / HATSouth (англ. Hungarian Automated Telescope Network) — глобальна мережа автоматичних телескопів, що від 2003 року працює за транзитним методом. Станом на 2025 рік підтверджено близько 70 екзопланет і кількасот кандидатів[170][171].

- NGTS(інші мови) (англ. Next-Generation Transit Survey, Параналь, Чилі) з 2015 року використовує дванадцять 20-см апертурних телескопів і станом на 2025 рік підтвердив понад 30 екзопланет середнього розміру[172].

#### Радіально-швидкісні спектрографи
- ESPRESSO(інші мови) (англ. Echelle SPectrograph for Rocky Exoplanets and Stable Spectroscopic Observations, телескоп ESO на VLT)— це надстабільний спектрограф високої роздільної здатності, розроблений на виявлення та характеристики двійників Землі, що обертаються навколо сонцеподібних зір в придатній для життя зоні. Спектрограф живиться двома волокнами, одне для наукової цілі, а інше для одночасного опорного сигналу (інтерферометр Фабрі—Перо). Світло від двох волокон реєструється на синій (380-525 нм) та червоний (525-788 нм) мозаїчній ПЗС-матриці. ESPRESSO може працювати у трьох основних конфігураціях[173].
- HARPS (англ. High Accuracy Radial-velocity Planet Searcher, 3,6-м телескоп ESO на Ла-Сілья) забезпечує точність ≈1 м/с і, станом на 2025 рік, сприяв відкриттю понад 600 екзопланет[174][175].

- HARPS-N (3,6-м телескоп TNG(інші мови), Канарські острови) виконує аналогічні задачі у північній півкулі[176].

- CARMENES survey[en] (3,5-м телескоп Калар-Альто(інші мови)) працює у видимому та ближньому інфрачервоному діапазоні, зосереджуючись на планетах біля зір спектрального класу M[177]. В рамках цього проєкту відкрито 59 екзопланет[178].

#### Прямі спостереження
- Gemini Planet Imager (GPI) та інструмент SPHERE на ДВТ застосовують адаптивну оптику й коронографи та вже отримали прямі знімки молодих газових гігантів, зокрема HR 8799 b–e та Бети Живописця b[179][180].

#### Спектроскопія атмосфер
- NESSI(інші мови) (англ. New Mexico Exoplanet Spectroscopic Survey Instrument) — перший наземний ближньо-інфрачервоний спектрограф, спроєктований спеціально для дослідження атмосфер екзопланет. «Перше світло» отримав 7 квітня 2014 року на 2,4-м телескопі обсерваторії Магдалена-Рідж(інші мови), а з 2018 року випробовується також на 5-м телескопі ім. Гейла (Паломарська обсерваторія)[181].

#### Метод Доплера
- Обсерваторія Кека — обсерваторія з двох щонайбільших у світі дзеркальних телескопів. Діаметр первинних дзеркал становить 10 метрів Усього їх по три в кожному з телескопів. Кожне з них складається з 36 шестикутних сегментів (маса кожного — півтони). Телескопи обсерваторії, збудовані за системою Річі — Кретьєна, входять до списку найбільших у світі. Телескопи можуть працювати сполучено, утворюючи єдиний астрономічний інтерферометр[182][183]. Програма пошуку планет обсерваторії Кека виявила більшість з перших 200 екзопланет, включаючи першу планету масою Нептуна і першу суперземлю[184]. Також станом на 2024 рік, 126 виявлено у співпраці TESS з обсерваторією Кека[185].

### Майбутні програми
- PLATO — космічна обсерваторія, що її планує 2026 вивести в космос ЄКА задля вивчення екзопланетних систем. Телескоп базується на підході з кількома телескопами, що включає загалом 26 камер: 24 «звичайні» камери, організовані в 4 групи, і 2 «швидкі» камери для яскравих зір. 24 «звичайні» камери працюють з частотою зчитування 25 секунд і спостерігатимуть за зорями, блиск яких менший за видиму зоряну величину 8. Дві «швидкі» камери працюють з частотою 2,5 секунди для спостереження за зорями від 4 до 8 зоряної величини[186][187]. PLATO схарактеризує сотні скелястих (включаючи двійників Землі), крижаних або гігантських планет, надаючи вимірювання їх радіусів (точність 3%), маси (точність вище 10%) і віку (точність 10%). Це поліпшить наше розуміння формування планет та еволюції планетних систем, а також потенційну придатність для життя цих світів[188].
- Надзвичайно великий телескоп — оптичний телескоп-рефлектор, із діаметром дзеркала 39,3 метра, що буде збудовано 2028 року. Телескоп матиме п'ять дзеркал інноваційного дизайну, які міститимуть передову адаптивну оптику для корекції турбулентності атмосфери, що даватиме надзвичайну якість зображення[189][190]. Головне дзеркало складатиметься з 798 шестикутних частин діаметром 1,5 метра кожна[191]. Передбачається, що телескоп збиратиме в п'ятнадцятеро більше світла, ніж найбільший сучасний оптичний телескоп, та забезпечить зображення в 15 разів чіткіше, ніж космічний телескоп «Габбл»[192].
- Програми із застосуванням штучного інтелекту. Дані, зібрані телескопами, можуть бути ретельно проаналізовані із застосуванням штучного інтелекту. Це дає позитивний результат — так обробка даних телескопа «Кеплер» привела до відкриття екзопланет K-90i, K2-293b(інші мови) і K2-294b(інші мови)[193]

## Властивості екзопланет

Очікувані розміри планет типу Надземля, залежно від їхньої маси й хімічного складу. Приклади планет: Планета-океан; Залізна планета, Вуглецева планета.

Планети виявлено приблизно в 10 % зір, включених до програм пошуків. Їхня частка зростає з накопиченням даних і вдосконаленням техніки спостереження. Більшість екзопланет схожі на Нептун.
Спостерігається залежність кількості планет-гігантів від вмісту важких елементів (металів) у зорях. Системи із планетами-гігантами зустрічаються також переважно в зір сонячного типу (класів K5-F5). Водночас у червоних карликів їхня частка значно менша (у 200 спостережуваних червоних карликів наразі виявлено лише одну подібну систему). З 5000 планет, знайдених наразі, 35% схожі на Нептун, схожі за розміром на Нептун або Уран і можуть бути крижаними гігантами або набагато теплішими. Близько 31% з них називаються суперземлями – розміром від Землі до Нептуна і, можливо, скелястими – тоді як 30% є газовими гігантами.
Для деяких планет отримано оцінку їхнього діаметра, що дозволяє визначити їхню щільність, а також припускати наявність масивних ядер, що складаються з важких елементів. Європейські астрономи під керівництвом Трістана Ґійо (фр. Tristan Guillot) з Обсерваторії Лазурового берега, встановили, що як порівняти щільності планет зі вмістом металів, у їхніх зорях є певна кореляція. Планети, сформовані навколо зір, які є настільки ж багатими на метал, як наше Сонце, мають маленькі ядра; планети, зорі яких містять удвічі-втричі більше металів, мають набагато більші ядра.
Екзопланети, що рухаються орбітами зі великим ексцентриситетом, всередині мають кілька шарів речовини (кора, мантія та ядро), тому припливні сили спроможні вивільняти теплову енергію, що здатна створювати й підтримувати сприятливі для життя умови на космічному тілі, а їхня орбіта з часом може еволюціонувати в кругову.
Деякі відкриті 2023 року екзопланети, як на переконання вчених, мають значну вулканічну активність. Ця вулканічна діяльність може підтримувати атмосферу, що своєю чергою, може дозволити воді конденсуватися на нічній стороні припливно захопленої екзопланети. Прикладом такої екзопланети є LP 791-18 d, яка була виявлена астрономами за 90 світлових років від нас у південному сузір’ї Чаші за даними, що були отримані з космічного телескопа TESS і космічного телескопа Spitzer, а також низки наземних обсерваторій.
Одні з найзагадковіших — екзопланети поблизу пульсарів. Існує три основні шляхи їх появи. Перший передбачає формування планети до того, як її зоря перетворилася на пульсар, у такому разі планета мала зберегтися попри вибух зорі надновою. Інший шлях полягає у гравітаційному захопленні планети пульсаром. Також можливе формування планет навколо пульсарів із залишків зорі після того, як вона вибухнула надновою та стала пульсаром.

## Обертання й нахил осі

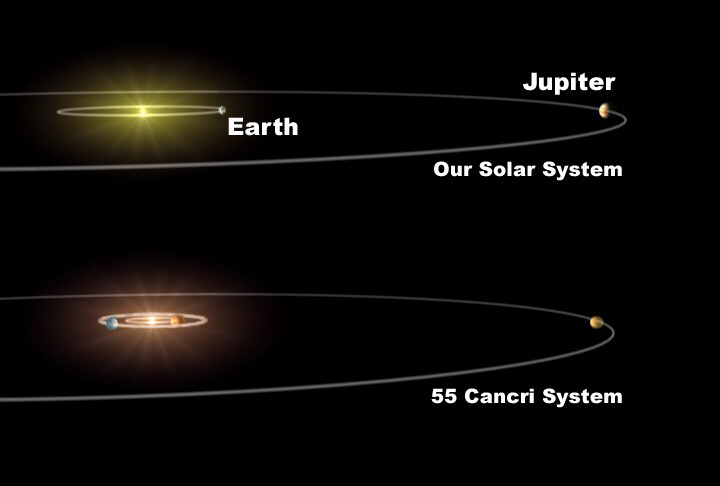
Порівняння Сонячної системи з системою 55 Рака

У квітні 2014 був зроблений перший вимір періоду обертання Бета Живописця b з використанням ефекту Доплера. За розширенням поглинання інфрачервоного випромінення монооксидом вуглецю в складі екзопланети астрономи оголосили, що доба на цьому Супер-Юпітері триває 8,1 години (цей висновок базується на припущенні, що нахил осі планети незначний). Екваторіальна швидкість обертання Бета Живописця b становить 100 000 км/год, що перевершує показники газових гігантів Сонячної системи (для порівняння — Юпітер обертається зі швидкістю 47 000 км/год) й цілком узгоджується з надмірною масою екзопланети (для прикладу, Церера обертається за 5 годин, але з уваги на радіус цієї карликової планети, такий термін відповідає набагато меншій від Бета Живописця b екваторіальній швидкості обертання). Віддаль Бета Живописця b від своєї зорі — 9 а. о. На таких відстанях обертання планет-гігантів не сповільнюється припливними силами. Бета Живописця b протягом найближчих сотень мільйонів років охолоне й стиснеться до розміру Юпітера, і, якщо кутовий момент збережеться, довжина її дня скоротиться до близько 3 годин, а швидкість екваторіального обертання — прискориться до приблизно 40 км на секунду.

### Природа обертання й нахилу кам'янистих планет
На початках зародження планети кутова швидкість її обертання становить близько 70 % від необхідної для розлітання планети на уламки; взаємодія з іншими небесними тілами надає протопланеті швидкості, дещо більшої за другу космічну. На пізніших стадіях розвою обертання також залежить від ударів планетезималей. Позаяк товщина протопланетного диска набагато більша за розмір протопланет, подальші зіткнення трапляються з будь-якого боку. Це формує специфічний нахил осі обертання планет, що перебувають під впливом акреції, у межах від 0 до 180 градусів з будь-якого напрямку й робить ретроградний рух рівноймовірним для шуканих екзопланет. Натомість проградний рух із невеликим нахилом осі, що домінує серед планет земної групи Сонячної системи (виняток — Венера), не характерний для небесних тіл подібного типу в Усесвіті. Водночас початковий нахил осі планети, утворений поштовхами планетезималей, може бути істотно змінений під впливом самої зорі, якщо планета перебуває у безпосередній близькості до свого світила, або під впливом власного супутника, якщо планета має великий екзосупутник.

## Планетні системи
Багато екзопланет обертаються навколо своєї зорі не поодинці. Вони входять до складу планетних систем, де кілька планет рухаються навколо однієї зорі. Ці планети взаємодіють одна з одною через гравітацію — силу, яка змушує об’єкти притягуватись. Іноді між планетами встановлюється орбітальний резонанс. Наприклад, у системі Кеплер-223 чотири планети в орбітальному резонансі 8:6:4:3, поки одна робить 8 обертів, інші встигають зробити відповідно 6, 4 та 3 оберти.
Інший цікавий приклад — це гарячі юпітери. Деякі з них рухаються у зворотному напрямку — тобто обертаються навколо зорі протилежно до того, як сама зоря обертається навколо своєї осі. Одна з можливих причин такої поведінки — ймовірне формування гарячих юпітерів у дуже щільних областях Галактики, де зорі розташовані близько одна до одної. У таких умовах сильні гравітаційні сили від інших зір або планет можуть змінювати орбіти планет, змушуючи їх рухатися в інший бік. Інколи планета навіть може опинитися в новій зоряній системі, якщо її притягнула інша зоря.
Щоб досліджувати такі системи, астрономи Джо Ллама і Ліза Пратто застосовують метод високоточної спектроскопії. Цей спосіб дозволяє дуже детально вивчати світло від зорі. Якщо планета обертається навколо зорі, то вона трохи «тягне» зорю вперед-назад. Це викликає ефект Доплера — невеликі зміни в спектрі світла зорі. Навіть якщо саму планету не видно, ці зміни дозволяють визначити, що вона існує.

## Номенклатура

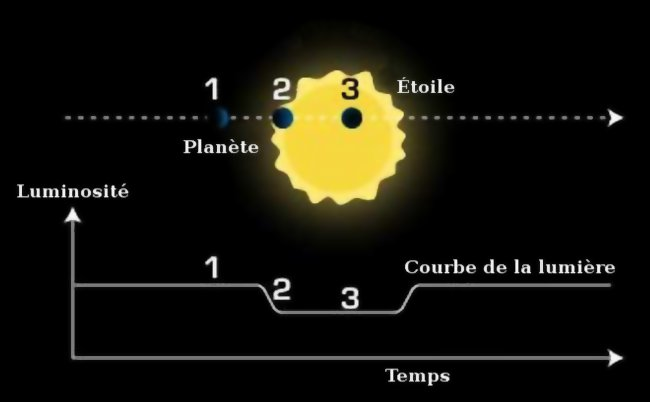
Графік зміни яскравості зорі під час проходження перед нею екзопланети

Перші знайдені екзопланети біля пульсара PSR 1257+12 були названі великими латинськими літерами PSR 1257+12 B й PSR 1257+12  C відповідно. Після відкриття нової, ближчої до зорі планети, вона дістала назву PSR 1257+12 A, а не D (хоча тепер літеру «a» не використовують, оскільки нею логічно називати центральне тіло системи). Та після виявлення екзопланети 51 Пегаса b 1995 року ці небесні тіла почали називати інакше — малими латинськими літерами.
Угода про найменування екзопланет є розширенням системи, що використовується для позначення багатозоревих систем, прийнятої Міжнародним астрономічним союзом (IAU). Для екзопланет, що обертаються навколо однієї зорі, позначення IAU формується шляхом вживання назви материнської зорі та додавання малої літери. Літери вказуються в порядку відкриття кожної планети навколо материнської зорі так, що перша планета, відкрита в системі, позначається «b» (материнська зоря вважається «a»), а наступні планети отримують літери в алфавітному порядку. Тобто, планета «с» може перебувати на нижчій орбіті, ніж планета «b», якщо вона була виявлена пізніше (як, наприклад, у системі Ґлізе 876). Якщо в одній системі одночасно виявлено кілька планет, вони нумеруються в алфавітному порядку відповідно до їх відстані до зорі (найближчій планеті відповідає літера, що має менший порядковий номер). Існує тимчасовий стандарт, схвалений IAU, для позначення планет, що обертаються навколо подвійних або кратних зір. Обмежена кількість екзопланет має власні назви, схвалені IAU.

### Продаж назв

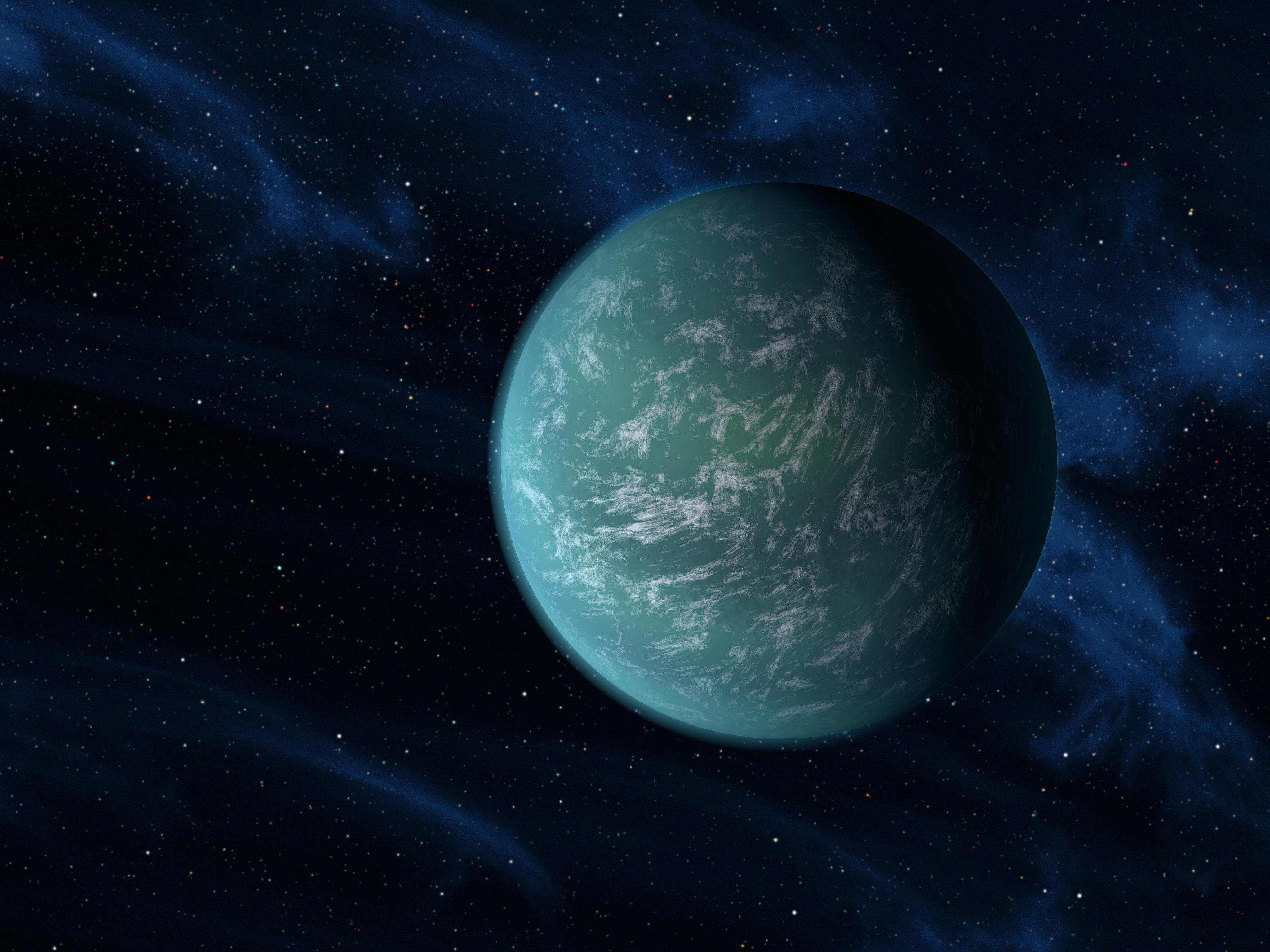
Надземля Кеплер-22b в придатній для життя зоні своєї зорі очима художника

На початку 2013 року внаслідок стрімкого відкривання екзопланет поширилась шахрайська схема, яка полягала у продажі права давати цим небесним тілам назви: так званий «Проєкт Uwingu» продавав за 0,99$ право запропонувати назву для екзопланети, а ще за 0,99$ — проголосувати за свою назву. У зв'язку з цим МАС заявив:

«У світлі нещодавніх подій, пов'язаних з можливістю купівлі прав на присвоєння назв екзопланет, Міжнародний астрономічний союз хоче повідомити громадськість, що такі схеми не мають жодного відношення до офіційного процесу присвоєння назв. IAU щиро вітає інтерес громадськості до нещодавніх відкриттів, але хотів би підкреслити важливість уніфікованої процедури присвоєння назв.».

### Конкурс із найменування

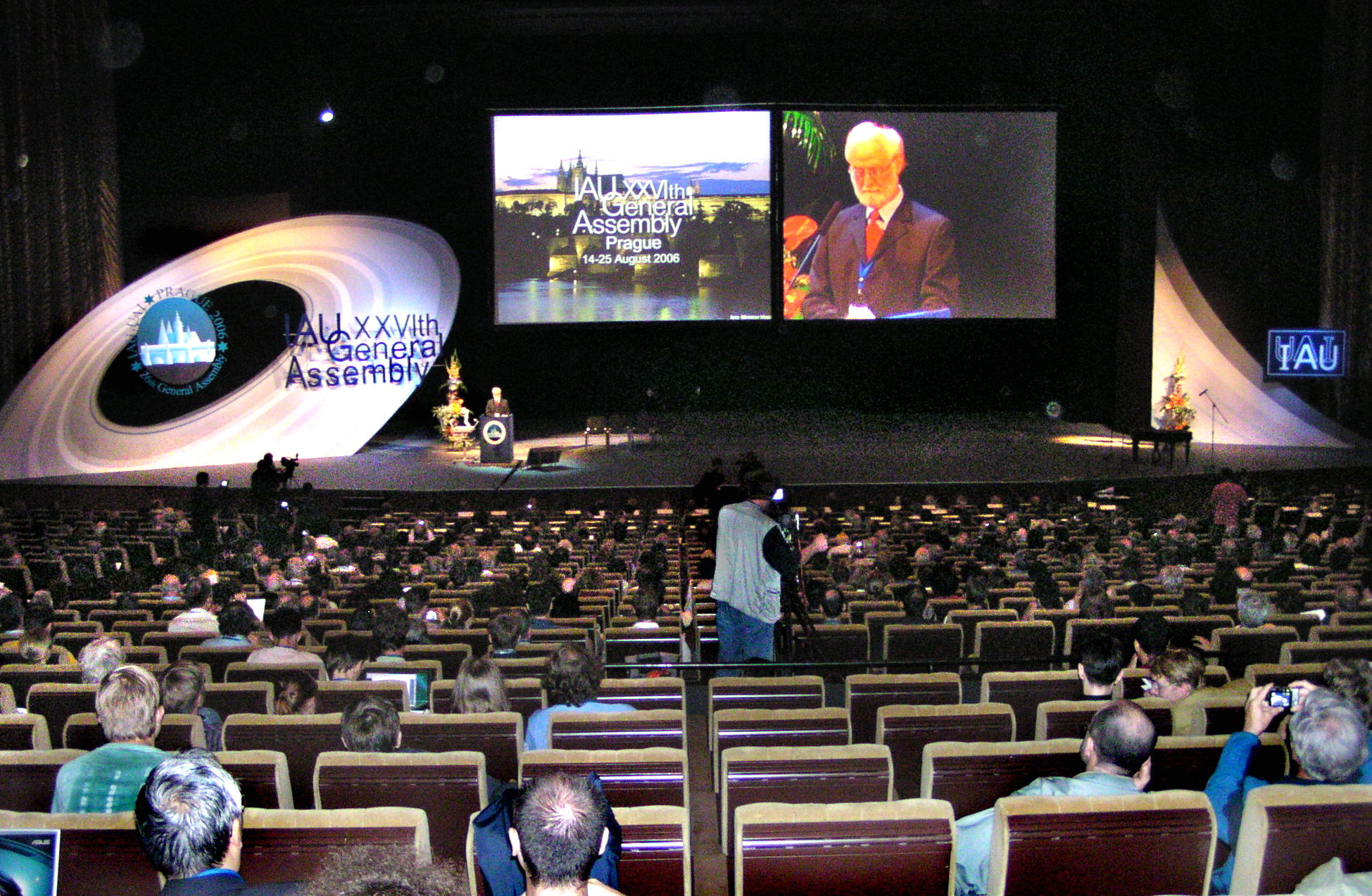
Церемонія відкриття 26 генасамблеї Міжнародного астрономічного союзу в Празі 2006.

Наприкінці 2013-го Міжнародний астрономічний союз постановив дати деяким екзопланетам і зорям змістовніші від порядкового набору цифр і літер найменування, оголосивши конкурс. Передбачалось дати назви позасонячним планетам, відкритим до 31 грудня 2008 включно (всі вони перебувають у 260 планетних системах). У вересні 2014 представники астрономічних клубів і некомерційних організацій зареєструвалися на спеціальному порталі МАС. Місяць потому їм запропонували проголосувати за список із 10-20 екзопланет, які вони хотіли б перейменувати. У грудні зареєстровані учасники конкурсу надіслали на розгляд комісії вигадані ними назви небесних тіл з обґрунтуванням свого вибору. Кожному з гуртів учасників було дозволено запропонувати назву лише однієї системи.

## Життєпридатність

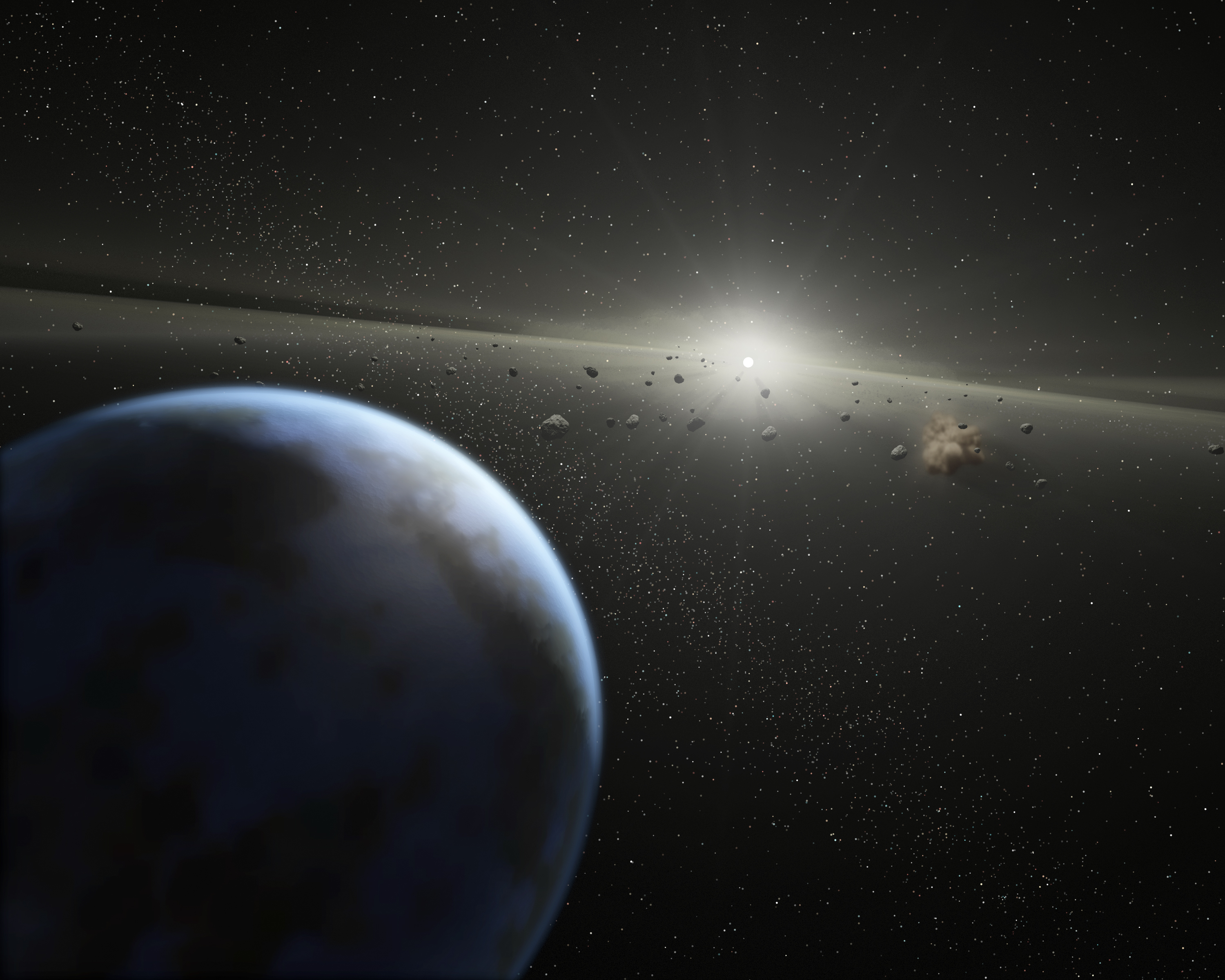
Уявлена художником (натоді гіпотетична) планета біля зорі на тлі власного світила й поясу астероїдів (2005).

Виявлення екзопланет відкрило перед людством шляхи для небаченого поступу. Потреби промисловості в перспективі задовольнять необмежені ресурси космосу — корисні копалини й потенційне паливо; придатні для заселення світи, які можливо колонізують наші далекі нащадки, назавжди розв'яжуть проблему демографічного зростання, навіть евакуації у випадку планетарної катастрофи.
Планети, придатні для життя або промислової експлуатації, розкидані Галактикою на десятки й сотні світлових років одна від одної, і питання міжпланетного пересування може залишитися нерозв'язаним. Унаочнення гіпотез теоретиків справило чималий вплив на наукову картину світу, адже дозволило астрономам виснувати: планетні системи — розповсюджене в космосі явище. Попри те, що останні знахідки суперечать узвичаєній думці про формування планет, і те, що поки що немає загальновизнаної теорії планетоутворення, після появи можливості оперувати ширшими відомостями, погляд учених на цей процес яснішає.
Згідно з сучасними даними, навколо приблизно 50 % подібних до Сонця зір обертається планета земної групи, що може бути придатною для життя. На думку інших дослідників існування такої великої кількості населених планет мало б призвести до появи значної кількості розвинених цивілізацій, а наслідків їх діяльності у Галактиці не спостерігається. Ця суперечність отримала назву парадокса Фермі.
На початку 2023 року, астрономам за допомогою радіотелескопів Дуже великого масиву (VLA) в Нью-Мексико (США) вдалося вловити дивний радіосигнал з кам'янистої екзопланети YZ Кита B, яка обертається навколо своєї зорі на відстані 12 світлових років від Землі. Вчені припускають, що отриманий сигнал може свідчити про існування на планеті магнітного поля, яке є надзвичайно важливим для існування життя. Для прикладу, на Землі воно захищає усі живі організми від сонячних променів та дозволяє орієнтуватися в просторі.
11 вересня 2023 року, у NASA повідомили про виявлення екзопланети, яка має поверхню, вкриту водним океаном. Це є прямим натяком на існування життя на ній. Дані про це підтвердили спостереження міжнародної команди астрономів, здійснені завдяки телескопу імені Джеймса Вебба (JWST). Дослідники назвали екзопланету K2-18 b, вона обертається навколо холоднішої й меншої за Сонце зорі на відстані в 120 світлових років від нас.
Станом на 2023 найбільш схожий на земний клімат має екзопланета Кеплер-452b. Вона на 60% більша за Землю, вважається кам'янистою і знаходиться в межах придатної для життя зони зір класу G, подібної на Сонце. На поверхні цієї планети потенційно могло б існувати життя. Також великий інтерес для астрономів представляє система зорі TRAPPIST-1, адже вона складається із семи кам'янистих планет, 5 із яких схожі за розміром із Землею (b, c, e, f та g). Три планети (e, f та g) знаходяться у зоні, придатній для життя. Ймовірність розвитку життя на них є високою через сприятливі умови для панспермії.

## Екзопланети в культурі

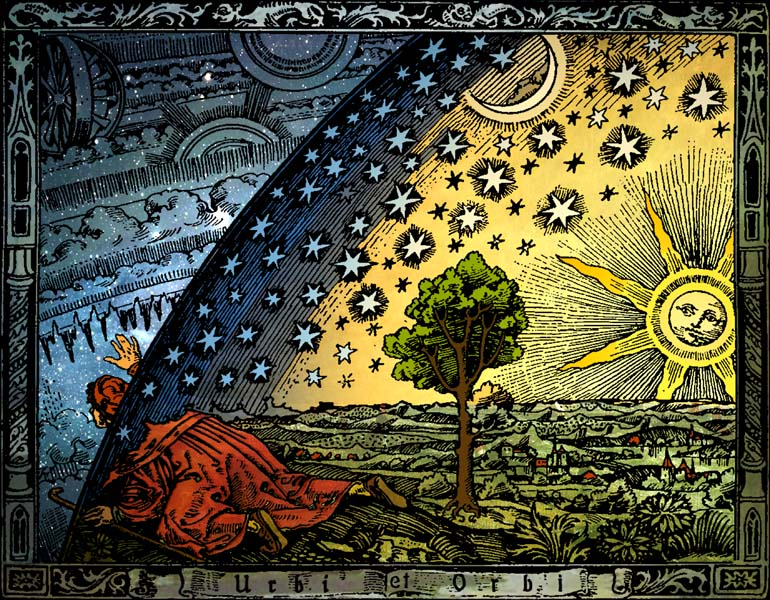
Так звана Ритина Фламмаріона є метафоричною ілюстрацією розсування зашореного світобачення: середньовічний місіонер знаходить місце, де земля зустрічається з небом і бачить за склепінням неба незвіданий Усесвіт.

Екзопланети віддавна приковують увагу митців, тож докладно зображені в їхніх творах. Першим зацікавлення громадськості викликав французький письменник Каміль Фламмаріон, науково-популярні праці якого («Численність заселених світів» (фр. La pluralité des mondes habités; 1862), «Світи уявлювані й світи реальні» (фр. Les Mondes imaginaires et les mondes réels; 1865 тощо) розповідали про життя на ще невідкритих позасонцевих планетах. При цьому у творах Фламмаріона вигадка поєднувалася із найточнішими відомостями, відомими тогочасній науці. Стилізована під Середньовіччя ритина, що містилася в одному з його перших творів, стала символом невгасимої наснаги пошуковців, що розсували протягом наступних 150 років межі відомого Всесвіту.

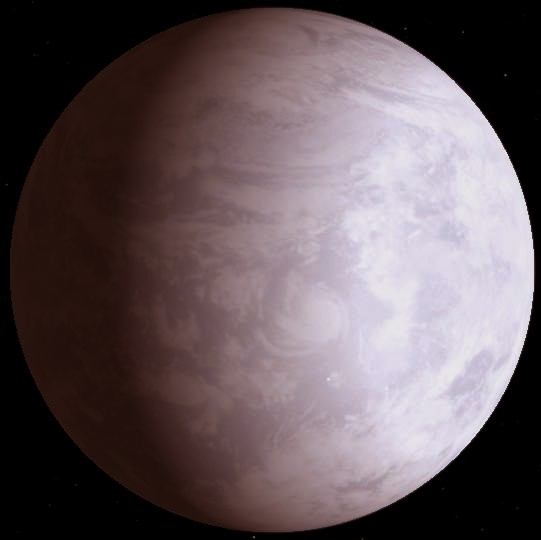
Еритро — газовий гігант, описаний у романі Айзека Азімова Немезис (роман)

Найбільш послідовно екзопланети зображені в науково-фантастичній літературі та кінематографі, де навіть сформувався особливий піджанр планетарної романтики. Традиційно такі твори оповідають про пригоди людей на екзотичних планетах, населених дивовижними істотами або земними колоністами. Планетарна романтика виникла в ході розвитку пригодницьких романів, особливо публікованих у pulp-журналах кінця XIX, початку XX століття. Зазвичай у них сміливий авантюрист, передусім родом із Західної Європи або США, ставав космічним мандрівником, при цьому технічні подробиці подорожей упускалися або подавалися дуже умовно. Екзопланети як місце дії притаманні й космічній опері, піджанру, який описує масштабні події за участю героїв у космосі. У них планети інших зоряних систем можуть мати найрізноманітніші умови, бути частинами майбутніх космічних держав, федерацій чи імперій. Першим твором жанру, який мав усі класичні риси космоопери, став роман «Битва за Імперію: Історія 2236 року» Роберта Вільяма Коула, написаний ще в 1900 році. Образ держави серед зір, яка володіє численними планетами й де відбуваються пригоди героїв, закріпився у фантастиці з виходом роману «Зоряні королі» Едмонда Гемільтона 1947 року.

У часи «Золотої доби» наукової фантастики середини XX століття для фантастів стало характерним створювати вигадані всесвіти, які описують численні екзопланети з поєднанням вигадки й науки. У п'ятдесяті-шістдесяті передовими в космоопері стають такі майстри, як Альфред Ван-Вогт, Лайон Спрег де Камп, Джеймс Шміц, Мюррей Лейнстер, Джек Венс, Роберт Гайнлайн. Такі твори як «Фундація» Айзека Азімова і «Дюна» Френка Герберта остаточно зруйнували стереотипи класичної космоопери. До прикладу, дія «Дюни» розгортається на пустельній планеті Арракіс з двома супутниками, де видобувається речовина, необхідна для зоряних подорожей. Планета повністю покрита пустелями, за винятком кількох оаз, але автор також описав її екосистеми, культури різних народів. Телесеріал Джина Родденберрі «Зоряний шлях» та його продовження демонструють численні планети Чумацького Шляху, як безжиттєві та дикі, так і населені людьми й іншими розумними істотами.

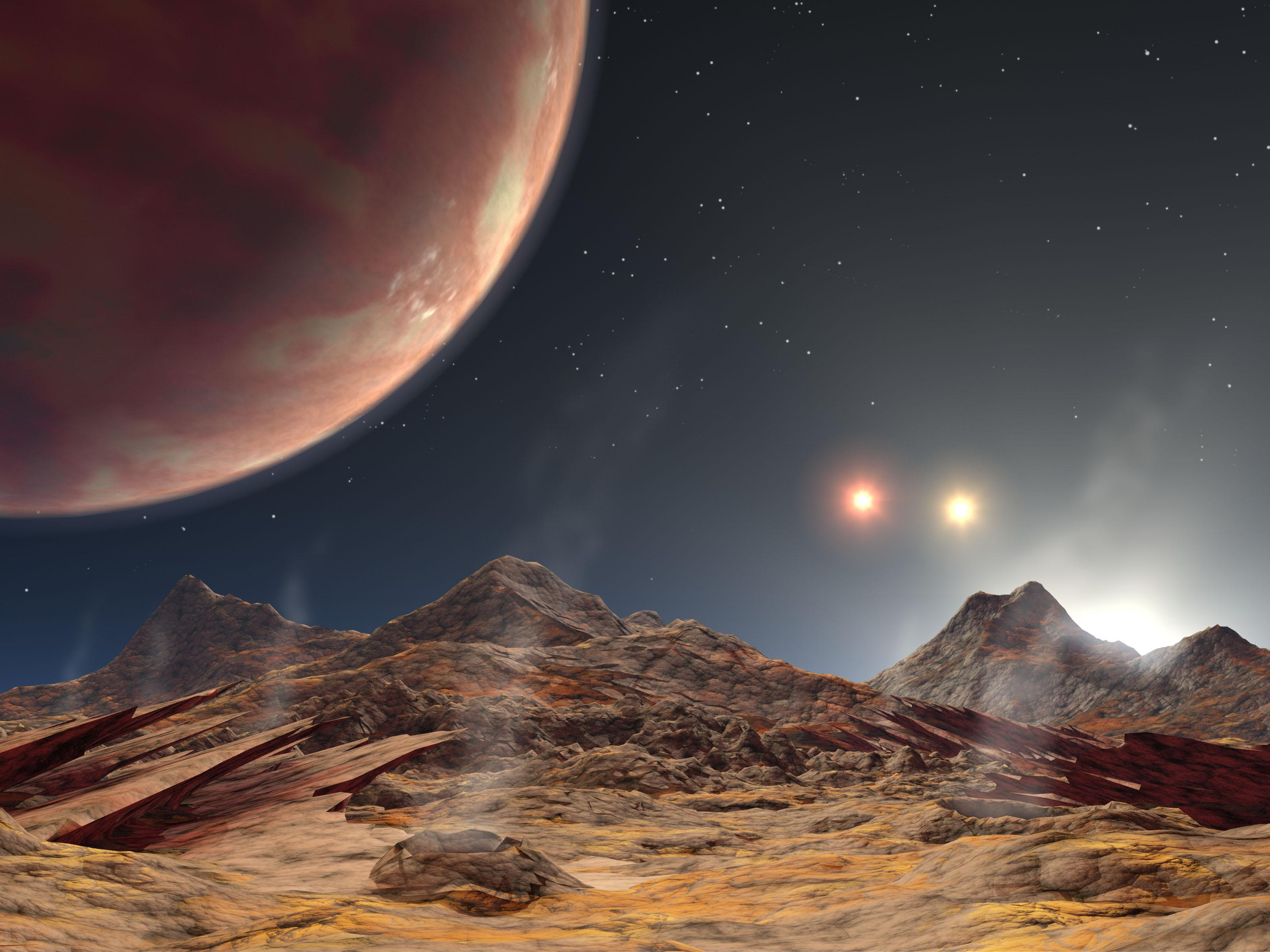
На думку художника, саме такий пейзаж побачать космонавти, що висадяться на екзопланету

Поява «Зоряних воєн» Джорджа Лукаса 1977 року і продовжень підштовхнула до нової хвилі розвитку планетарної фантастики. Яскраві образи планет «Зоряних воєн», як пустельні Татуїн і Геонозис або лісовий Кашиїк, стали прототипами для численних наслідувань. Часом вигадані екзопланети впливають на номенклатуру дослідників. Таким чином відкриту у вересні 2011-го в подвійній зоряній системі Кеплер-16 b преса охрестила «Татуїном» без особливого ентузіазму вчених, то її аналога HD 188753 Ab, що кружляє навколо іншої подвійної зорі, вони самі неофіційно нарекли Батьківщиною Люка Скайвокера (показана в «Зоряних війнах» пустельна планета так само мала два сонця).
Польський фантаст Станіслав Лем у своєму філософському романі «Соляріс» змальовує однойменну живу екзопланету, що має власний інтелект. Із сюжетом «Соляріса» дещо перегукується «Тут можуть водитися тигри», — оповідання американського фантаста Рея Бредбері, що описує розумну та щедру до доброзичливців планету, але ворожу до загарбників.
Радянські режисери завжди використовували екзопланети певною мірою алегорично. Так, у «Крізь терни до зірок», фантастиці 1980 року, бачимо співдружність екзопланет, заселених російськомовними чужопланетянами (що уособлює «квітучий багатонаціональний СРСР») і «Дессу», екологічно зруйновану власними олігархами, що до останнього визискують тамтешніх гуманоїдів, продаючи їм протигази та маски для ховання власної потворності від мутацій. Шість років потому грузинський митець Георгій Данелія зафільмував першу і єдину фантастичну антиутопію країни рад: художню стрічку «Кін-дза-дза!», де зображені так само пустельні планети Плюк та Хануд. Першу заселяють повністю подібні до людей гуманоїди двох національностей, — панівні чатлани й пригноблювані пацаки (єдине, що їх усіх відрізняє від землян — це телепатія). Друга (Вітчизна пацаків) стоїть пусткою, оскільки її біосфера знищена ядерною війною. Епізодично показана Альфа, планета вивищених снобів, що перевершують за рівнем технічного поступу та інтелекту інші раси та ставляться з презирством до чатлан та пацаків: на їхню думку вони є рабами пристрастей і мають перетворюватись на рослини.
Для науково-фантастичних циклів та франшиз притаманно вигадувати різноманітні планети інших систем, галактик, які відкривають простір для нових пригод персонажів. Яскравими прикладами серій творів, де фантазія авторів не обмежена у вигадуванні нових планет, є «Зоряні війни», «Зоряна брама», «Доктор Хто», «Warhammer 40,000».

### Науково-популярні фільми
- «Убивчі планети» (англ. Deadliest Planets) епізод науково-популярного телесеріалу «Чиста наука» (Naked Science[en]); National Geographic Channel; 2007[257].
- «Усесвіт. Далекі планети» (англ. The Universe. Alien Planets); History Channel; 2008[258].
- «Подорож на край Усесвіту» (англ. Journey To The Edge Of The Universe); National Geographic; 2008[259].
- «Чужі світи» (англ. Alien Worlds/Extraterrestrial[260]) National Geographic Channel; 2009[261].
- «Екзопланета» — 6 серія циклу передач «Космічні першопроходці» (англ. Space Pioneer); Discovery; 2009[262].
- «Планети з пекла» (англ. Planets from Hell) — 3 частина циклу «Як улаштований Усесвіт» (англ. How the Universe Works); Discovery Science; 2012[263].
- «Двійники Землі» (англ. Alien Planet Earths); Discovery Science; 2014[264].
- «Врятувати планету» (англ. Before the Flood); RatPac Documentary Films; National Geographic; 2016[265].
- «Мандрівка часу» (англ. Voyage of Time: Life's Journey); Sophisticated Films; 2016[266].